# Universidad del Norte de Alabama
La Universidad del Norte de Alabama (UNA) es una universidad pública en Florence, Alabama. Es la universidad pública más antigua del estado. Ocupando una 130 acres (0,5 km²)   campus en una sección residencial de Florencia, la UNA está ubicada dentro de un área de cuatro ciudades que también incluye Tuscumbia, Sheffield y Muscle Shoals. Las cuatro ciudades componen un área metropolitana con una población combinada de 140.000 personas.
La Universidad del Norte de Alabama fue una de las aproximadamente 180 escuelas normales fundadas por los gobiernos estatales en el siglo XIX para formar profesores para las escuelas públicas comunes en rápido crecimiento. Algunas cerraron, pero expandieron constantemente su papel y se convirtieron en colegios universitarios estatales a principios del siglo XX y universidades estatales a finales del siglo XX. Fue fundado como LaGrange College en 1830. Se restableció en 1872 como la primera escuela de profesores financiada por el estado al sur del río Ohio. Un año después, se convirtió en una de las primeras universidades mixtas del país.

## Historia
LaGrange College abrió sus puertas el 11 de enero de 1830 en una aldea de montaña a unas pocas millas al sur de Leighton en el noreste del condado de Colbert, Alabama. LaGrange significa "El granero" en francés. Veintiún fideicomisarios de universidades locales figuraban en las Leyes de Alabama, undécima sesión anual.

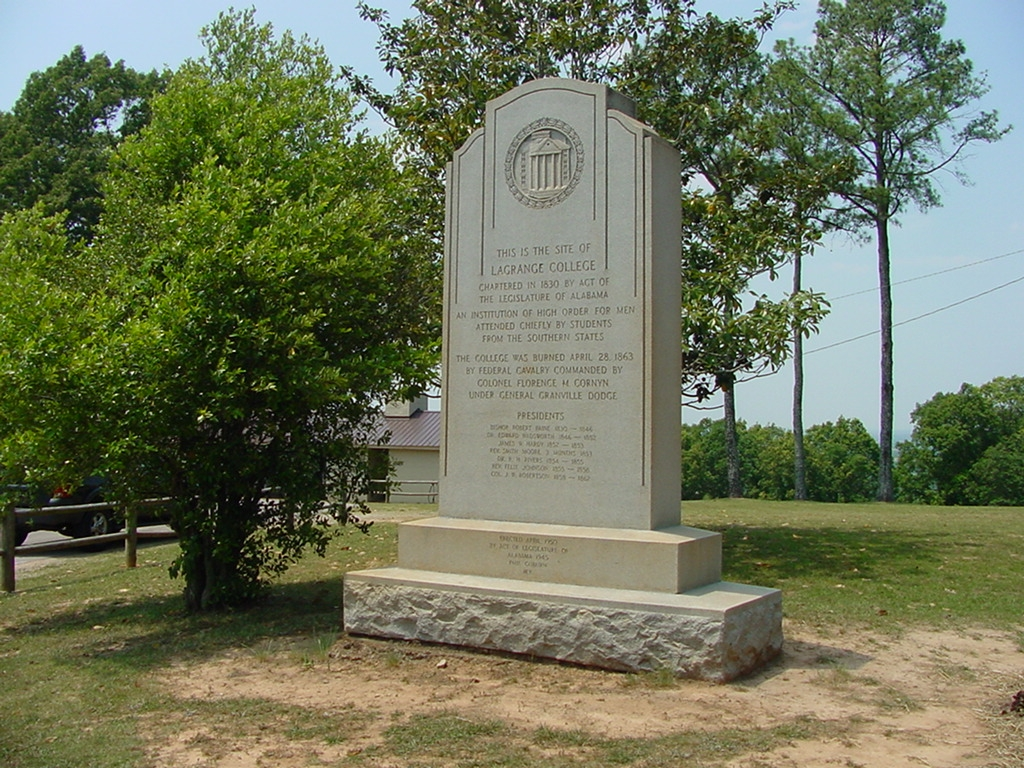
El monumento que marca el sitio de LaGrange College.

La ciudad de LaGrange y su colegio fueron saqueados e incendiados por las tropas de la Unión en 1863. Pero para entonces, sin embargo, la universidad se había trasladado al norte, cruzando el río Tennessee, hasta Florence. La sección del condado de Franklin que contiene la montaña LaGrange es ahora el condado de Colbert. LaGrange College, que se convirtió en la Universidad Florence Wesleyan en 1855, es ahora la Universidad del Norte de Alabama.
LaGrange College surgió de la idea ofrecida en una reunión del 28 de noviembre de 1826 de la Conferencia de Tennessee de la Iglesia Metodista Episcopal de establecer una universidad que no fuera "religiosa ni teológica". En enero de 1829, se seleccionó Lawrence Hill en LaGrange Mountain para el sitio de la escuela.
Un año después, LaGrange College abrió sus puertas a estudiantes de todas las denominaciones en dos edificios de ladrillo de tres pisos.

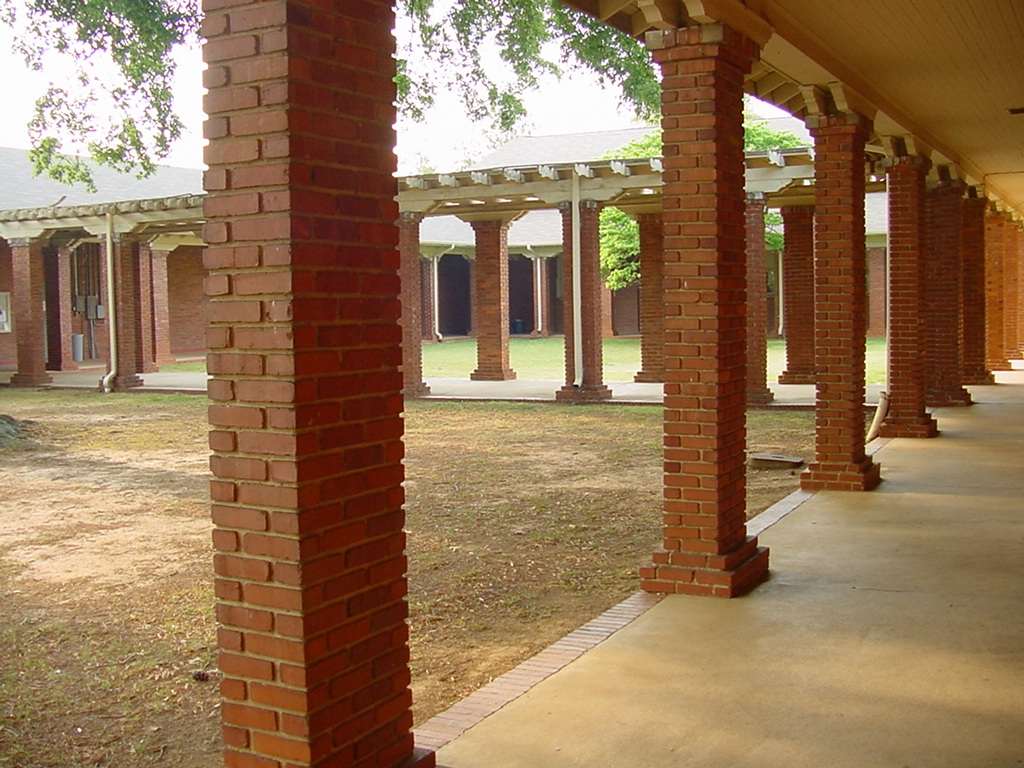
La Escuela Laboratorio Kilby se construyó en 1922 y recibió su nombre en honor al entonces gobernador de Alabama, Thomas K. Kilby. El edificio todavía funciona como sala de conferencias. La UNA tiene la única escuela de laboratorio primaria operada y de propiedad universitaria en el estado de Alabama.

El reverendo Robert Paine fue el primer presidente. El nativo de Carolina del Norte también fue profesor de ciencias morales y bellas letras y enseñó geografía y mineralogía. Fue asistido por otros dos profesores. La primera junta directiva tenía un total de 50 miembros, incluidos dos nativos americanos, un político choctaw y un líder cherokee. En 1830, Turner Saunders, natural de Virginia, fue el primer presidente del consejo de administración. La mansión de Saunders, construida alrededor de 1826, todavía se encuentra en el condado de Lawrence. Entre los muchos fideicomisarios distantes se encontraba John Coffee de Florencia, amigo de Andrew Jackson. Entre los fideicomisarios locales se encontraba Henry Stuart Foote de Tuscumbia, quien se mudaría a Misisipi y derrotaría a Jefferson Davis en las elecciones para gobernador de 1850.
En 1850, se añadió una escuela primaria a LaGrange College. (Hoy en día, la Escuela Laboratorio Kilby de la UNA es la única escuela laboratorio primaria operada y de propiedad de una universidad en Alabama. En 1858, tras la muerte del presidente de la escuela y la pérdida de la mayoría de sus estudiantes en la cercana Florencia, la universidad fue suspendida y restablecida como LaGrange College and Military Academy, con James W. Robertson como superintendente. Bajo su nuevo nombre se construyeron edificios adicionales y la escuela alcanzó su mayor prosperidad. El estado de Alabama previó la inscripción de dos cadetes de cada condado, y en 1861, 47 de sus 171 estudiantes eran cadetes estatales. La escuela volvió a sufrir una pérdida de matrícula cuando Alabama se separó, y en marzo de 1862, Robertson recibió la aprobación del gobernador de Alabama para inscribir a la 35.ª Infantería de Alabama entre profesores, cadetes y alistados de los condados circundantes.
El 28 de abril de 1863, los edificios fueron destruidos por soldados de la Unión de la 10.ª Caballería de Misuri, incluida una biblioteca de 4.000 volúmenes.
Entre los alumnos de LaGrange se encontraban varios generales, los gobernadores de Alabama Edward A. O'Neal y David P. Lewis, el juez de la Corte Suprema de Alabama William M. Byrd y el senador estadounidense Jeremiah Clemens, quien escribió la primera novela de la guerra civil estadounidense y la primera novela occidental.

### Universidad Wesleyana de Florencia

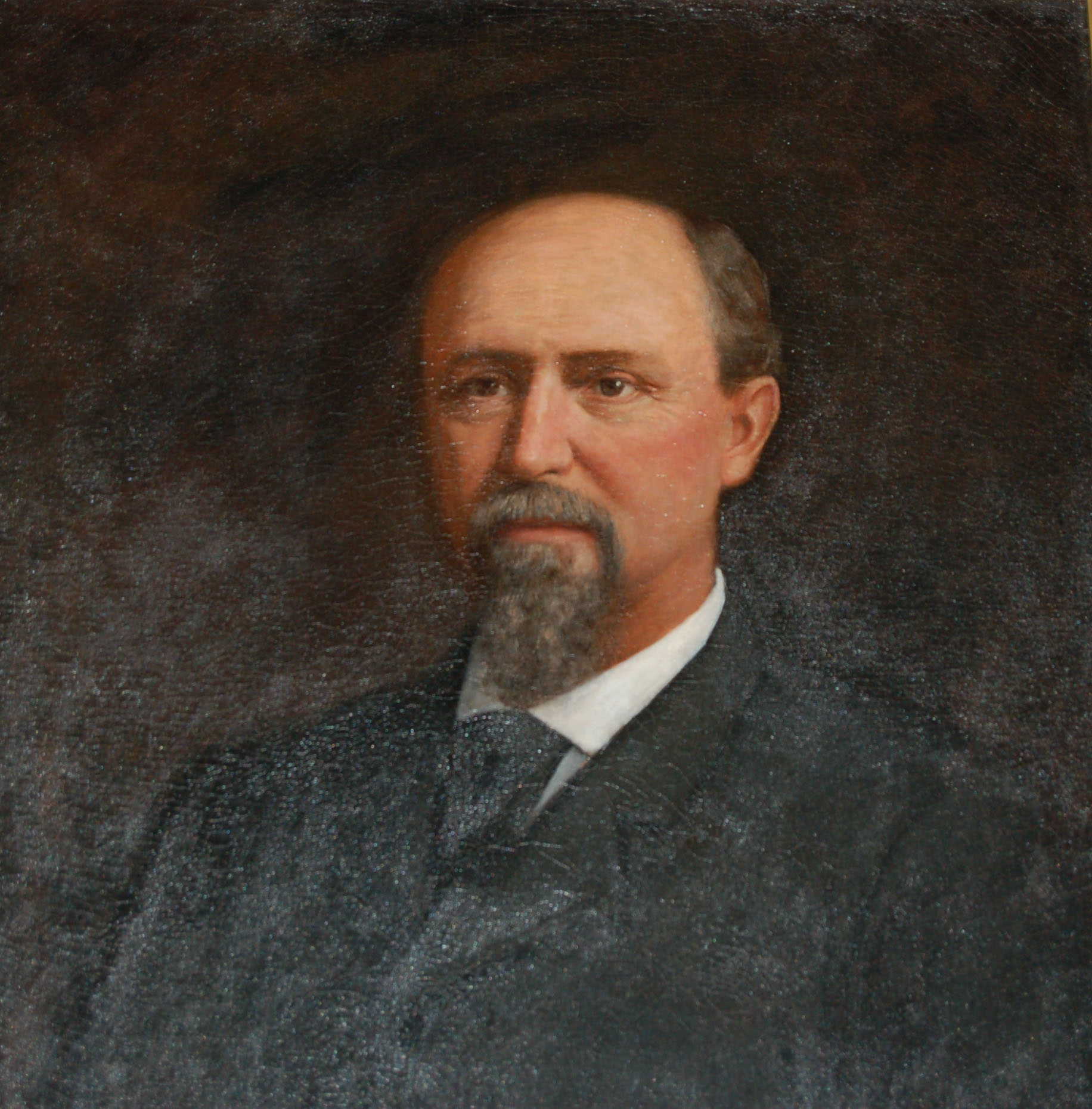
Lawrence Sullivan Ross, gobernador de Texas de 1887 a 1891, se graduó en la Universidad Florence Wesleyan, ahora Universidad del Norte de Alabama.

El Dr. Richard H. Rivers, graduado de LaGrange, después de convertirse en presidente de la universidad, llevó a la mayoría de los estudiantes y a todos los miembros del profesorado de la montaña, menos uno, a finales de 1854 a trasladarse a Florencia. La escuela fue reincorporada como Florence Wesleyan University.
La admisión a Florence Wesleyan requirió un conocimiento de la gramática inglesa, la aritmética, la geografía y la gramática latina y griega. Los futuros estudiantes también debían demostrar su capacidad para traducir cuatro libros de las Guerras Gálicas de César, seis libros de la Eneida de Virgilio, el Lector griego de Jacob o Felton y al menos uno de la Anábasis de Jenofonte.
Ciento sesenta estudiantes se matricularon en el primer año de funcionamiento (1855) de la Universidad Wesleyana de Florencia. La escuela atrajo rápidamente a estudiantes de cinco estados y dos países extranjeros. Entre los graduados de Florence Wesleyan se encontraban el gobernador de Alabama, Emmet O'Neal, y el gobernador de Texas, Lawrence Sullivan "Sul" Ross (el último de cuyo mandato como presidente de la Universidad Texas A&M fue conocido como la "edad de oro" de esa institución). Ross también es el homónimo de la Universidad Estatal Sul Ross en Alpine, Texas.

### La guerra civil
La guerra civil estadounidense causó muchas dificultades a la institución. A Robert A. Young, presidente de Florence Wesleyan en ese momento, se le atribuye haber salvado a la institución de la destrucción.
Lawrence "Sul" Ross, exalumno de Florence Wesleyan, futuro gobernador de Texas y educador universitario sirvió como general en el Ejército de los Estados Confederados. LaGrange College y la Florence Wesleyan University también produjeron otros tres generales de la Guerra Civil: los generales confederados Edward A. O'Neal (más tarde gobernador de Alabama) y John Gregg y el general de la Unión Daniel McCook Jr. 

### Escuela Normal Estatal de Florencia
Cuando la Iglesia Metodista cedió Florence Wesleyan al estado de Alabama en 1872, la institución se convirtió en la Escuela Normal Estatal de Florence, la primera escuela de profesores financiada por el estado al sur del río Ohio. Poco después, se convirtió en una de las primeras instituciones mixtas del país. Un año después de convertirse en escuela pública, la institución abrió sus puertas a las mujeres; sin embargo, ninguna asistió hasta 1874, cuando se inscribieron 31 mujeres jóvenes. La primera mujer se incorporó a la facultad en 1879.
Newton W. Bates, profesor de lengua y literatura de la Escuela Normal de Florence, publicó su Historia del gobierno civil de Alabama en 1892, el primer libro de texto sobre la historia de Alabama.
TS Stribling, uno de los alumnos más notables de la universidad, se graduó en la Escuela Normal Estatal de Florencia en 1903. Es reconocido como uno de los líderes del Renacimiento sureño por sus novelas Birthright, The Forge, The Store y La catedral inacabada. El novelista y autor ganador del premio Pulitzer vendió más que sus contemporáneos William Faulkner y Ernest Hemingway durante el período de entreguerras de las décadas de 1920 y 1930.

### Colegio de Profesores del Estado de Florencia

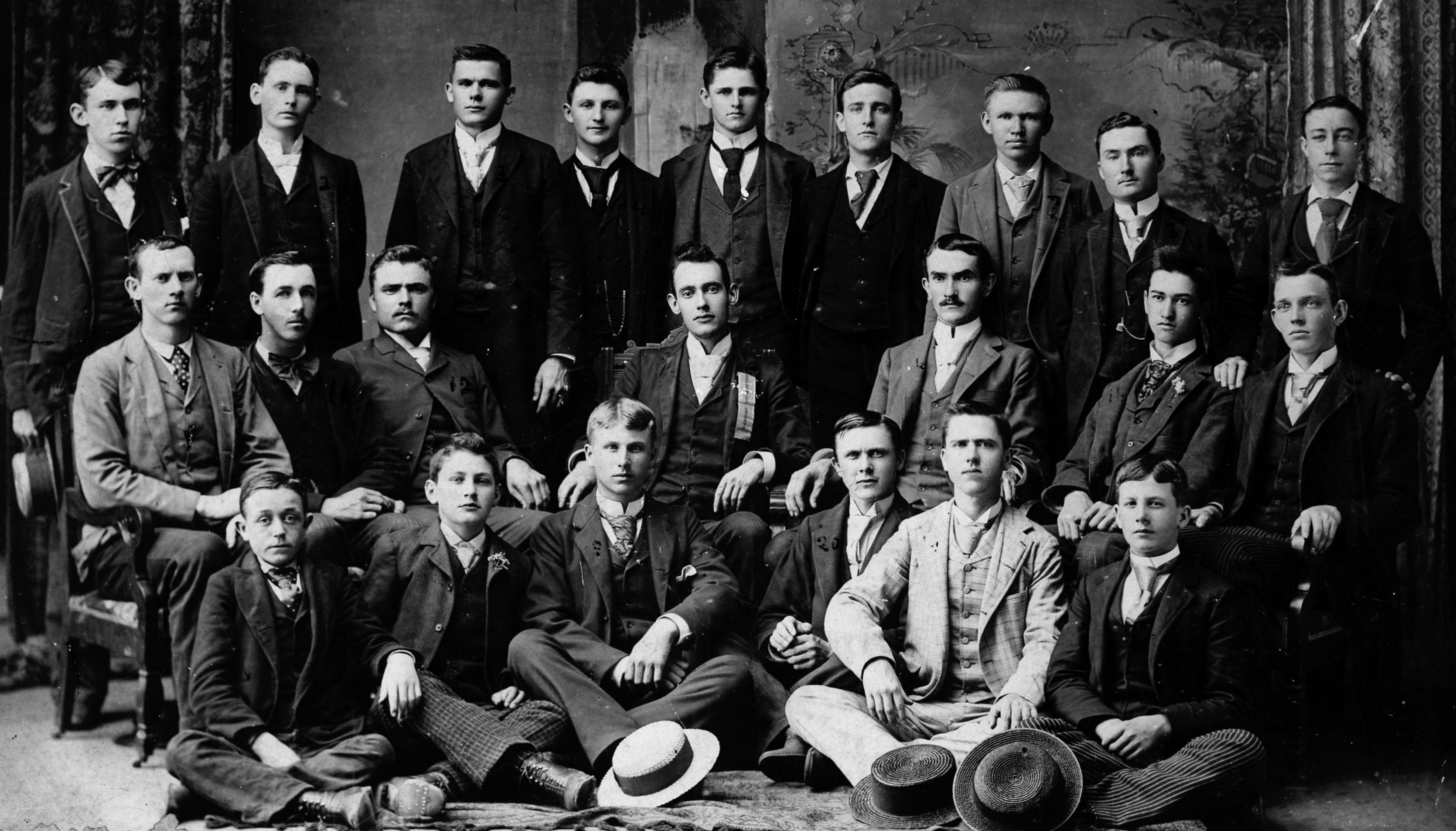
Sociedad Dialéctica del Colegio Normal del Estado de Florencia, 1893.

La institución funcionó como una escuela normal durante más de 50 años hasta 1929, cuando se convirtió en una escuela de profesores estatal que ofrecía un plan de estudios de cuatro años en educación primaria.
Los primeros títulos de licenciatura se otorgaron en 1931. Menos de una década después, el plan de estudios se amplió para incluir un programa de estudios de cuatro años de duración en educación secundaria. En 1947, el plan de estudios se amplió nuevamente para incluir programas de grado AB y BS en campos distintos a la formación de profesores.

### Universidad Estatal de Florencia

El sello del Florence State College se muestra en la mampostería que bordea el Centro Universitario Guillot.

El progreso continuó a buen ritmo hacia la universidad integral en la que finalmente se convertiría la institución. En 1956, la institución cruzó otro hito académico con la formación de un curso de posgrado en educación que conduce a la maestría en artes. Con el establecimiento de una nueva División de Graduados, el programa de posgrado se lanzó en el verano de 1957. El mismo año, la Legislatura de Alabama votó a favor de cambiar el nombre de la institución a Florence State College para reflejar su misión académica en expansión.

### Integración en Florence State College
En comparación con otras instituciones de educación superior del sur, en particular las universidades de Alabama y Misisipi, la integración se produjo casi sin problemas en el Florence State College.
En 1963, Wendell Wilkie Gunn se convirtió en el primer estudiante afroamericano en matricularse en la universidad. Inicialmente a Gunn se le había negado la admisión. El entonces presidente EB Norton le envió a Gunn una carta informándole que la Legislatura y la Junta de Educación de Alabama no permitirían que la universidad aceptara su solicitud. Hablando en la UNA en 2005, el famoso abogado de derechos civiles Fred Gray, que representó a Gunn, recordó que la audiencia que integró la UNA duró sólo diez minutos, después de lo cual Gunn regresó al campus y se matriculó. Gray describió el episodio como "el caso más fácil de mi carrera de derechos civiles".
Gunn, que posteriormente obtuvo títulos del Florence State College y de la Universidad de Chicago, desarrolló una distinguida carrera en banca y finanzas, incluido un nombramiento como asesor de comercio internacional del presidente Ronald Reagan en 1982. Wendell Gunn fue nombrado miembro del consejo de administración de la Universidad del Norte de Alabama por la gobernadora Kay Ivey en 2019.

### Universidad Estatal de Florencia
En 1967, la Legislatura de Alabama eliminó la jurisdicción de la universidad de la Junta de Educación del Estado y la otorgó a una junta directiva. Un año después, la nueva junta votó a favor de otro cambio de nombre a Florence State University, simbolizando una vez más la constante expansión de la oferta académica y la misión de la institución.
Ethelbert Brinkley "EB" Norton, quien se desempeñaba como presidente en el momento en que se adoptó este nombre, se distingue como el único presidente en la historia de la universidad que presidió tres cambios de nombre institucional: Florence State Teachers College, seguido de Florence State College en 1957. y, aproximadamente una década después, por la Universidad Estatal de Florencia.
El cambio de nombre también estuvo acompañado de una extensa reorganización de la estructura académica y administrativa de la universidad, incluido el establecimiento de escuelas separadas dentro de la universidad.

### La Universidad del Norte de Alabama

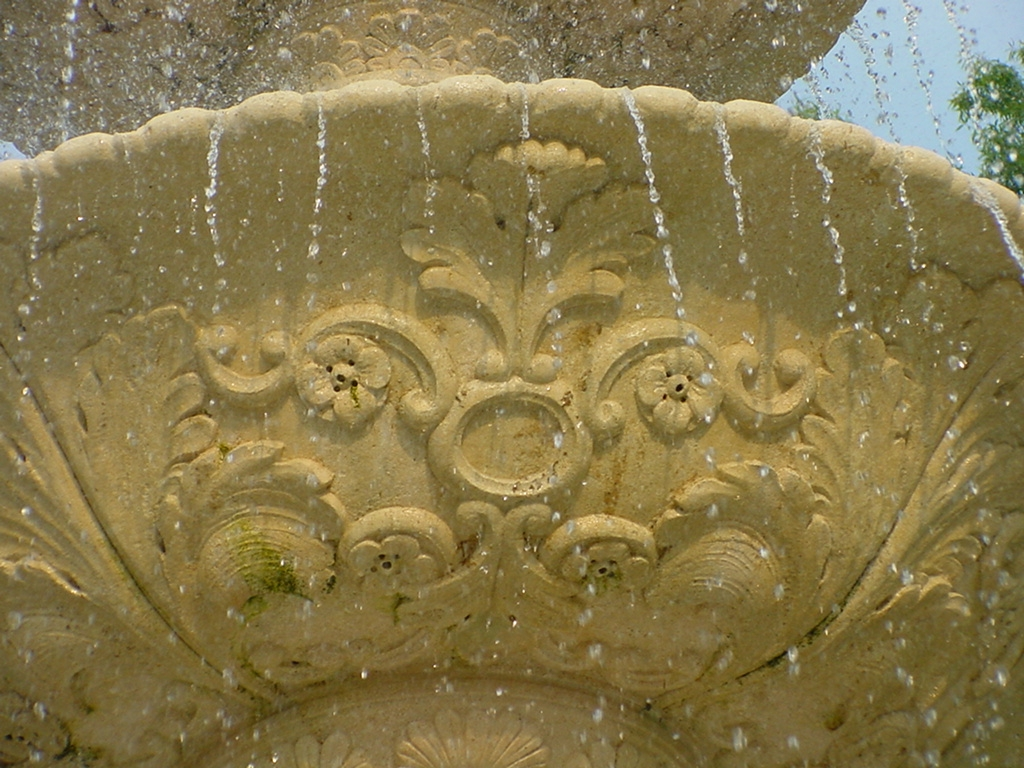
Los La alta fuente de piedra caliza italiana en Harrison Plaza tiene elementos de diseño inspirados en los acentos art decó de piedra caliza en 601 Cramer Way.

Menos de una década después, el 15 de agosto de 1974, la universidad experimentó otro cambio de nombre a Universidad del Norte de Alabama, lo que simboliza su mayoría de edad como universidad regional integral. Al año siguiente, el plan de estudios de posgrado se amplió nuevamente con la introducción del programa de maestría en administración de empresas.
Tras una reorganización en 1991, la estructura administrativa de la universidad consta de cuatro divisiones: Asuntos Académicos, Asuntos Comerciales, Asuntos Estudiantiles y Avance, cada una encabezada por un vicepresidente. En 1993, la Junta Directiva, anticipando un crecimiento continuo y constante de la matrícula, adoptó un nuevo plan maestro de instalaciones para garantizar que la UNA esté equipada para albergar a 10.000 estudiantes.
El Dr. Kenneth D. Kitts se convirtió en el vigésimo presidente de la Universidad del Norte de Alabama en marzo de 2015. Kitts trabajó anteriormente como rector de la Universidad de Carolina del Norte en Pembroke. Kitts también enseñó en la Universidad Francis Marion en Carolina del Sur, la Universidad de Carolina del Sur y la Universidad Estatal de los Apalaches en Carolina del Norte.

## Instalaciones

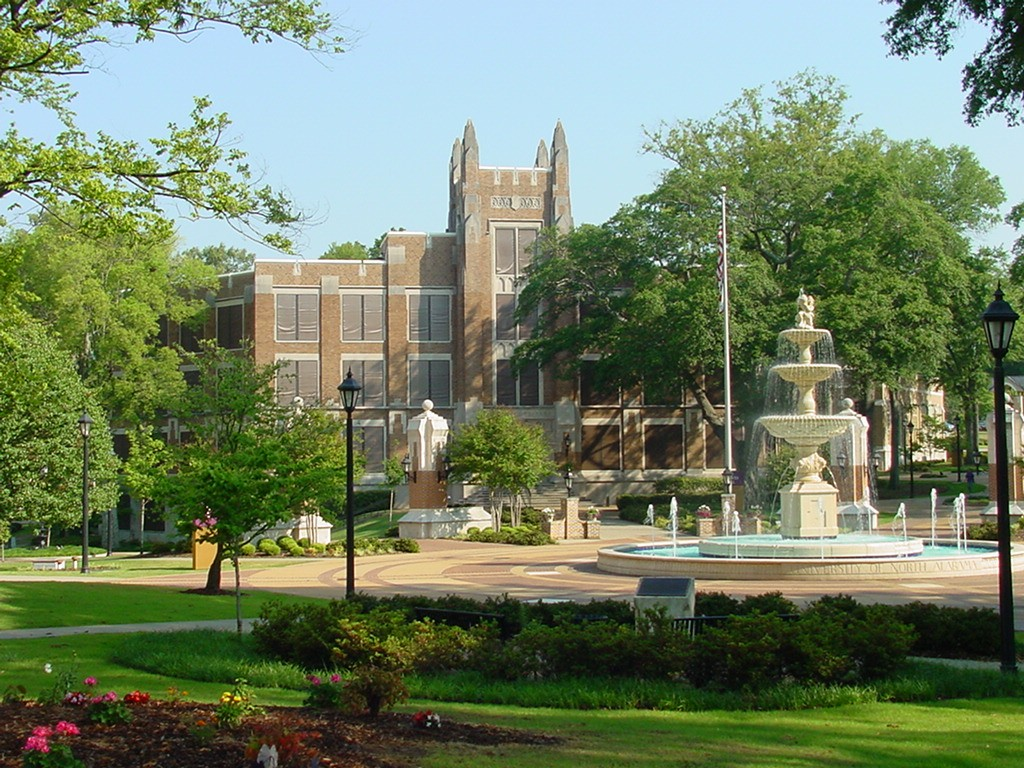
Harrison Plaza, entrada oficial a la Universidad del Norte de Alabama. Al fondo está 601 Cramer Way, el principal edificio administrativo de la Universidad.

El campus de la UNA está adyacente al distrito histórico Seminary-O'Neal, llamado así por la calle en la que estaba ubicado el Synodical Female College y por dos gobernadores de Alabama. El distrito, que figura en el Registro Nacional de Lugares Históricos, también se destaca por sus estructuras residenciales, construidas entre 1908 y 1943 y que representan una amplia gama de estilos arquitectónicos.
El plan maestro de instalaciones del campus de la UNA fue desarrollado por los hermanos Olmsted, los hijos del arquitecto que diseñó el Central Park de la ciudad de Nueva York. Una copia del plano original de Olmsted se exhibe permanentemente en la Oficina del presidente en 601 Cramer Way.
El campus tiene tres estructuras anteriores a la guerra: Wesleyan Hall; Salón Rogers; y Coby Hall. Los tres están incluidos en el Registro Histórico Nacional.

### Edificio de ciencia y tecnología Mitchell Burford

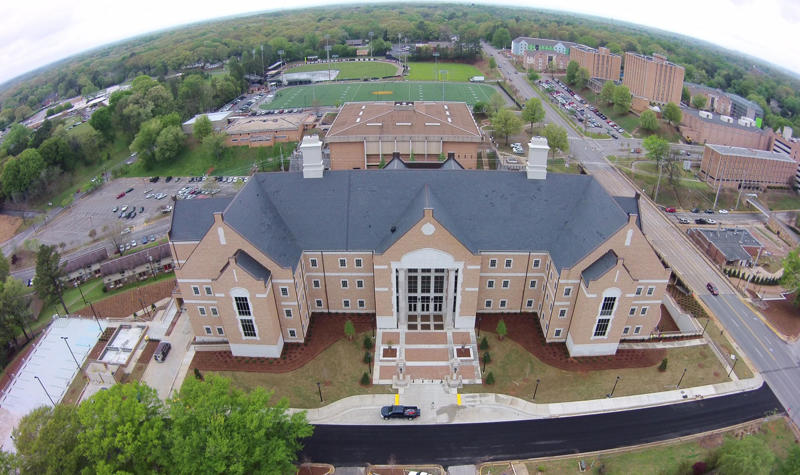
El edificio de ciencia y tecnología Mitchell Burford en la UNA.

El Edificio de Tecnología de Ciencia e Ingeniería de la UNA se completó en 2015. La instalación de cinco pisos y 160,000 pies cuadrados fue diseñada por Lambert Ezell Durham Architects y construida por BL Harbert. El edificio de última generación alberga tecnología de ingeniería, biología, química, ciencias de la salud ocupacional, física y ciencias de la tierra. También incluye áreas de conferencias, oficinas de profesores, instalaciones de investigación, aulas especializadas, un comedor, laboratorios de informática, superlaboratorios y salas de conferencias. El Edificio de Tecnología de Ciencia e Ingeniería de la UNA es un refugio contra tormentas calificado por FEMA y capaz de resistir un tornado F5. En junio de 2018, el edificio pasó a llamarse Edificio de Ciencia y Tecnología Mitchell Burford en honor al Dr. Mitchell Burford, el donante privado individual más grande en la historia de la universidad.

### Espacios comunes de la Universidad Wendell W. Gunn

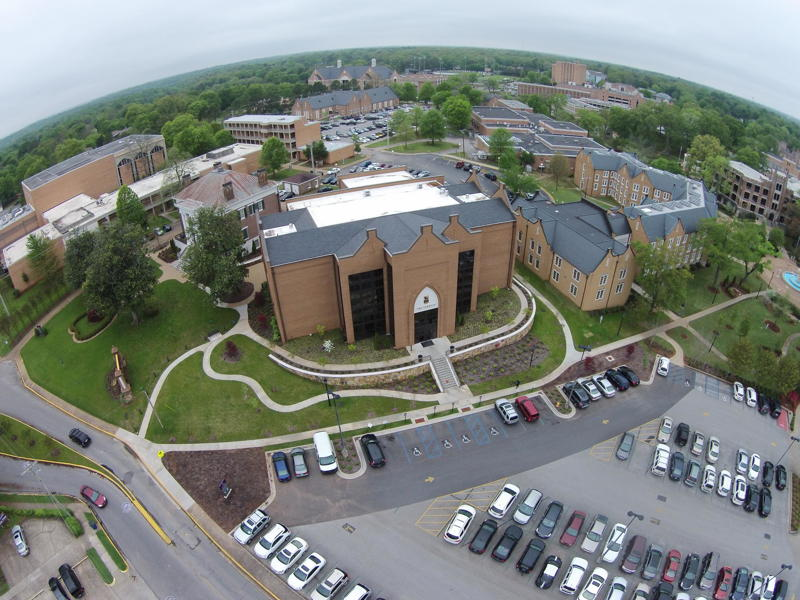
Los bienes comunes de la Universidad Wendell W. Gunn en la UNA.

Wendell W. Gunn University Commons se completó en 2014 y está ubicado entre Rogers Hall y Keller Hall en el extremo norte de Court Street. El complejo de $8 millones alberga el University Success Center, Student Financial Services, la sucursal UNA de Listerhill Credit Union, Starbucks y Chick-fil-A. Los espacios comunes de la Universidad Wendell W. Gunn fueron diseñados por Hugo Dante y Create Architects, y construidos por Consolidated Construction. En marzo de 2018, el edificio pasó a llamarse Wendell W. Gunn University Commons en honor a Wendell Gunn, el primer estudiante afroamericano en ingresar a Florence State College (ahora la Universidad del Norte de Alabama) en 1963.

### Residencias Mattielou y Olive

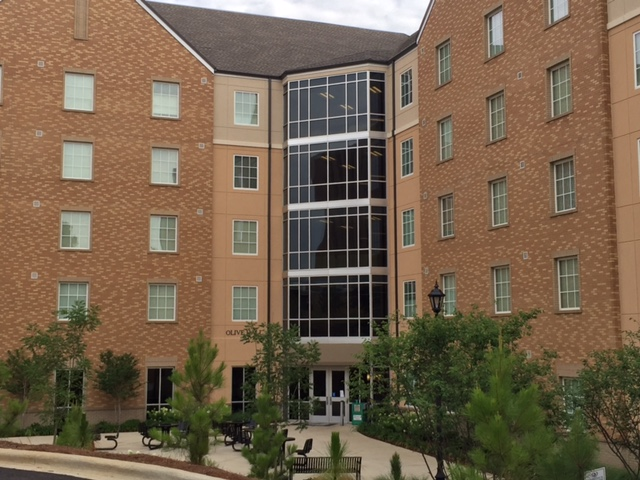
Residencia Universitaria Oliva

Las residencias Mattielou y Olive se completaron en el otoño de 2015 y la primavera de 2016, respectivamente. Las nuevas residencias universitarias están ubicadas en el extremo norte del campus, detrás de las residencias Covington y Hawthorne. Mattielou tiene 335 espacios y Olive tiene 429 espacios. Estos edificios fueron construidos principalmente para estudiantes entrantes de primer año. Hay habitaciones dobles e individuales limitadas y cada unidad tiene su propio baño.

### Laura Harrison Plaza

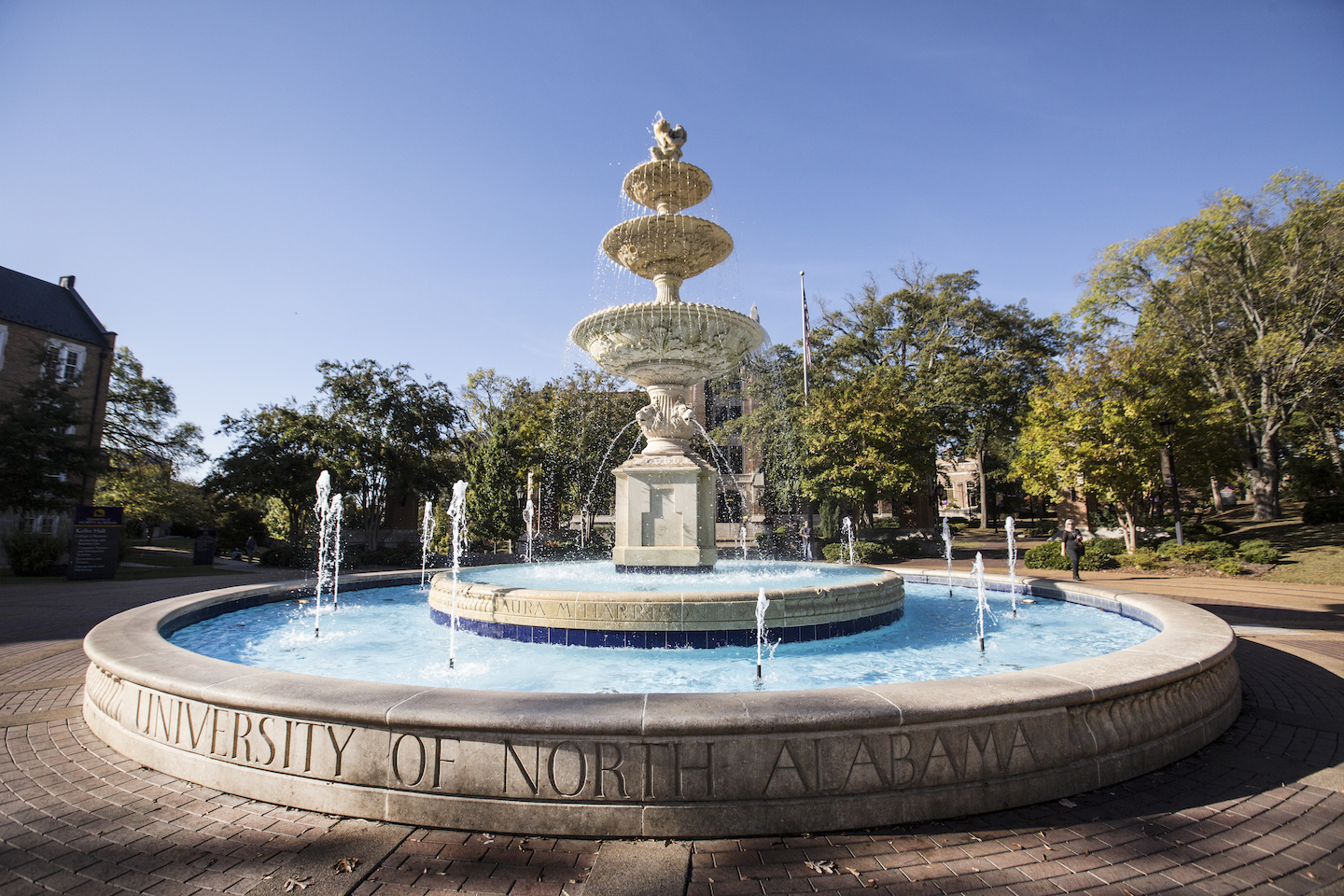
Laura Harrison Plaza

Harrison Plaza fue posible gracias a la alumna de 1955 Laura McAnally Harrison y su esposo, el Dr. Donald C. Harrison, de Cincinnati. La plaza, construida alrededor de una gran fuente de piedra caliza italiana, ocupa las antiguas intersecciones de las avenidas Morrison y Wesleyan y Seminary Street entre 601 Cramer Way, Keller Hall y George H. Carroll Lion Habitat, que alberga a las mascotas vivas de la UNA. Harrison Plaza ahora constituye el centro de las tres pasarelas peatonales de la UNA y sirve como entrada principal al campus.

### Salón Wesleyano y campana
Con sus distintivas torres, Wesleyan Hall, una de las estructuras más familiares de la UNA, se considera uno de los hitos más eminentes del norte de Alabama. La estructura de estilo gótico fue diseñada para servir a LaGrange College cuando esta institución metodista se mudó de Franklin al condado de Lauderdale y pasó a llamarse Florence Wesleyan University. Durante la Guerra Civil, Wesleyan Hall estuvo ocupado por los ejércitos de la Unión y los Confederados. El general William Tecumseh Sherman es considerado el ocupante más famoso de Wesleyan Hall de la época de la Guerra Civil.
Después de la guerra, el edificio pasó a manos del estado de Alabama y posteriormente sirvió como escuela normal estatal. Actualmente sirve como centro de Lenguas Extranjeras (francés, alemán y español), Psicología y Geografía.

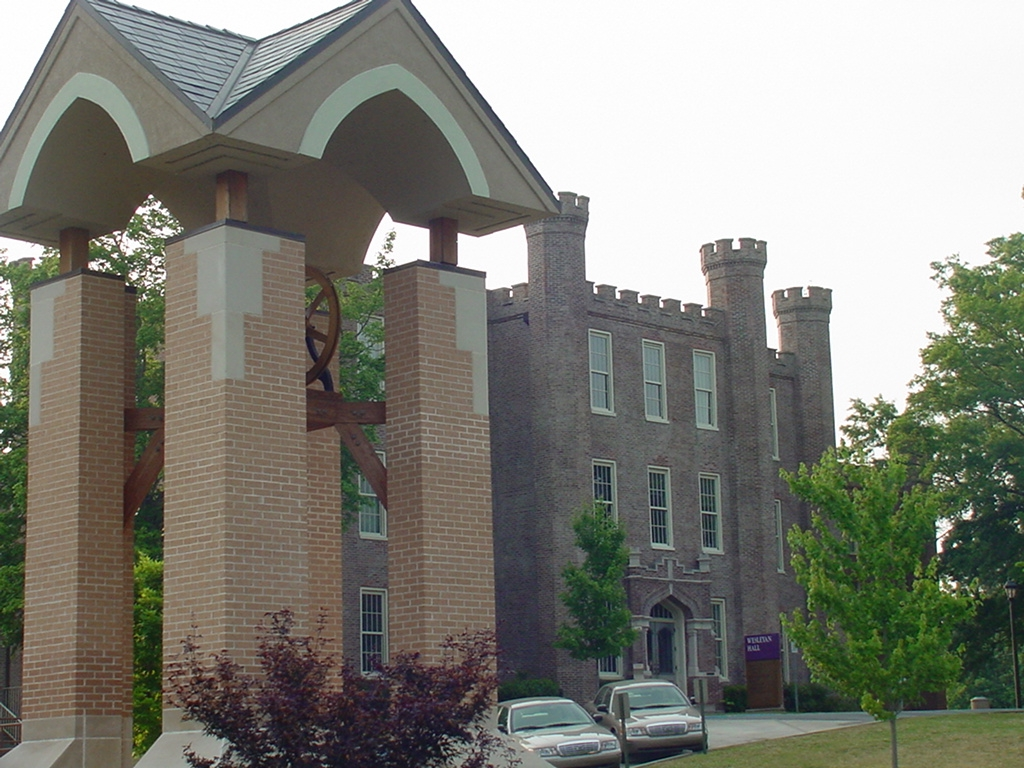
El histórico Wesleyan Hall, uno de los sitios más familiares del noroeste de Alabama, fue utilizado por los ejércitos de la Unión y los Confederados durante la Guerra Civil de Estados Unidos. La campana wesleyana (en primer plano), de 130 años de antigüedad, sonó con frecuencia a lo largo de finales del, convocando a clases a los estudiantes de la Escuela Normal de Florence.

Wesleyan Hall alberga efectos personales y recuerdos del expresidente de la Corte Suprema de Alabama y senador estadounidense Howell Heflin, nativo de la cercana Tuscumbia. El edificio está inscrito en el Registro Nacional de Lugares Históricos.
Junto al Wesleyan Hall, en una torre especialmente construida, se encuentra la Campana Wesleyana, que sonó regularmente durante el último cuarto del siglo XIX para convocar a los estudiantes de la Escuela Normal de Florence a clase. En algún momento alrededor de 1910, la campana fue retirada de Wesleyan Hall y almacenada. Redescubierta en 2002, la campana wesleyana de 130 años fue restaurada a un lugar destacado del campus luego de la construcción del campanario Smith en 2004.

### Salón Rogers (Courtview)

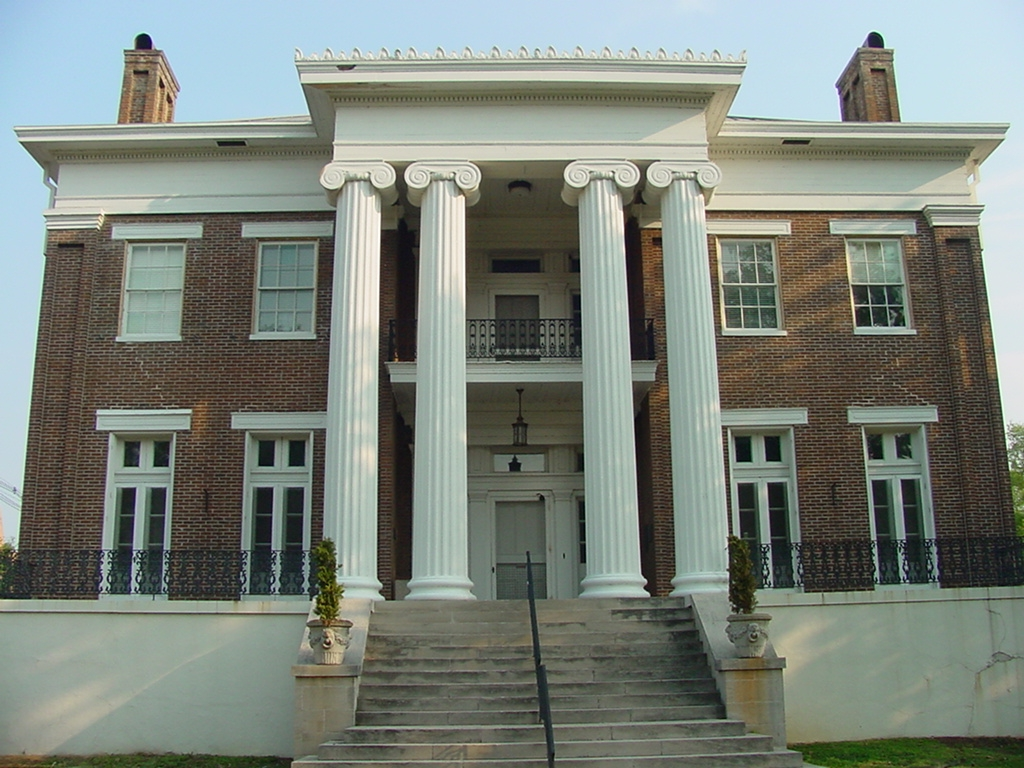
Rogers Hall, otro hito distintivo de la UNA, funcionó como puesto de mando confederado durante la guerra civil estadounidense.

Rogers Hall, otra de las estructuras más distintivas de la UNA, fue construido por el plantador George Washington Foster en 1855 en la cima de Court Street (de ahí su nombre original, Courtview). Debido a que la construcción resultaría en la obstrucción permanente de una vía importante, la ciudad tuvo que obtener la aprobación de la Legislatura de Alabama antes de que pudieran comenzar las obras. En el otoño de 1864, la residencia sirvió como sede del general confederado Nathan Bedford Forrest. Courtview estuvo ocupada por miembros de la familia Foster hasta 1900, cuando se convirtió en el hogar del gobernador de Alabama, Emmet O'Neal. En la década de 1920, la residencia fue adquirida por Thomas M. Rogers Sr. y en 1948 por la universidad. Alberga las Oficinas de Promoción, Relaciones con Antiguos Alumnos y Comunicaciones y Marketing.

### 601 Cramer Way

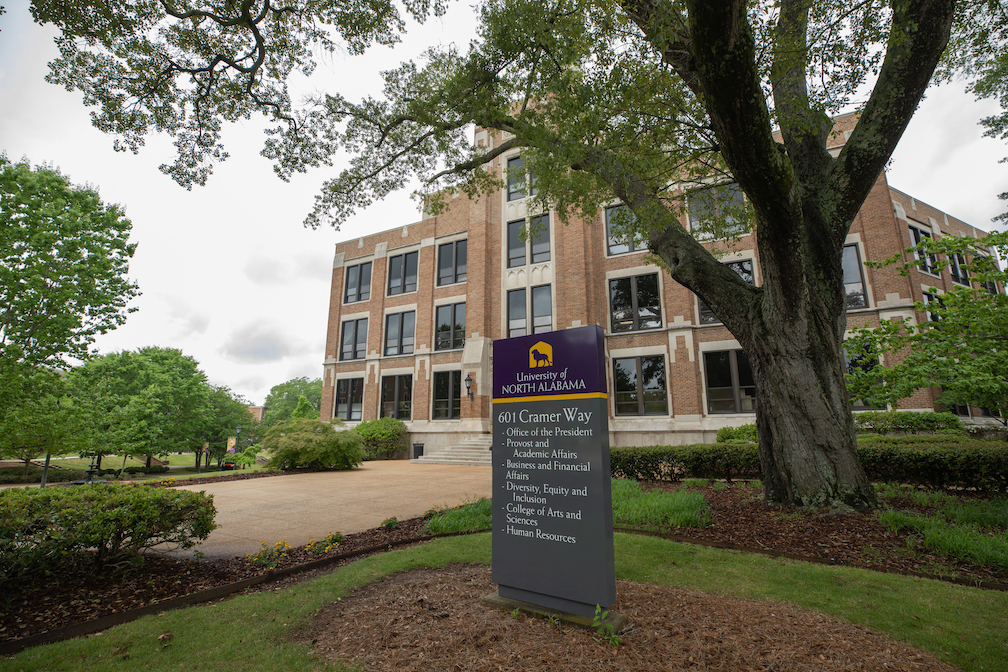
601 Cramer Way, el principal edificio administrativo de la Universidad del Norte de Alabama.

Construido en 1930, 601 Cramer Way alberga las oficinas administrativas superiores de la UNA.
El edificio lleva el nombre de David Bibb Graves (1873-1942), quien se desempeñó como gobernador de Alabama de 1927 a 1931 y de 1935 a 1939. Graves no tuvo éxito al principio de su carrera política, pero finalmente utilizó sus conexiones y liderazgo en el Ku Klux Klan para impulsar su ascenso a la oficina del gobernador. Una vez en el cargo, la aprobación por parte de Graves del presupuesto educativo más grande en la historia de Alabama dio lugar al apodo de "Gobernador de Educación", el apoyo de Graves a la educación llevó al reconocimiento en prácticamente todos los campus universitarios de Alabama.
En el edificio se encuentran la Oficina del presidente, el vicepresidente Ejecutivo de Asuntos Académicos y Rector, el vicepresidente de Asuntos Comerciales y Financieros, Recursos Humanos y la Facultad de Artes, Ciencias e Ingeniería.

### Sala coby

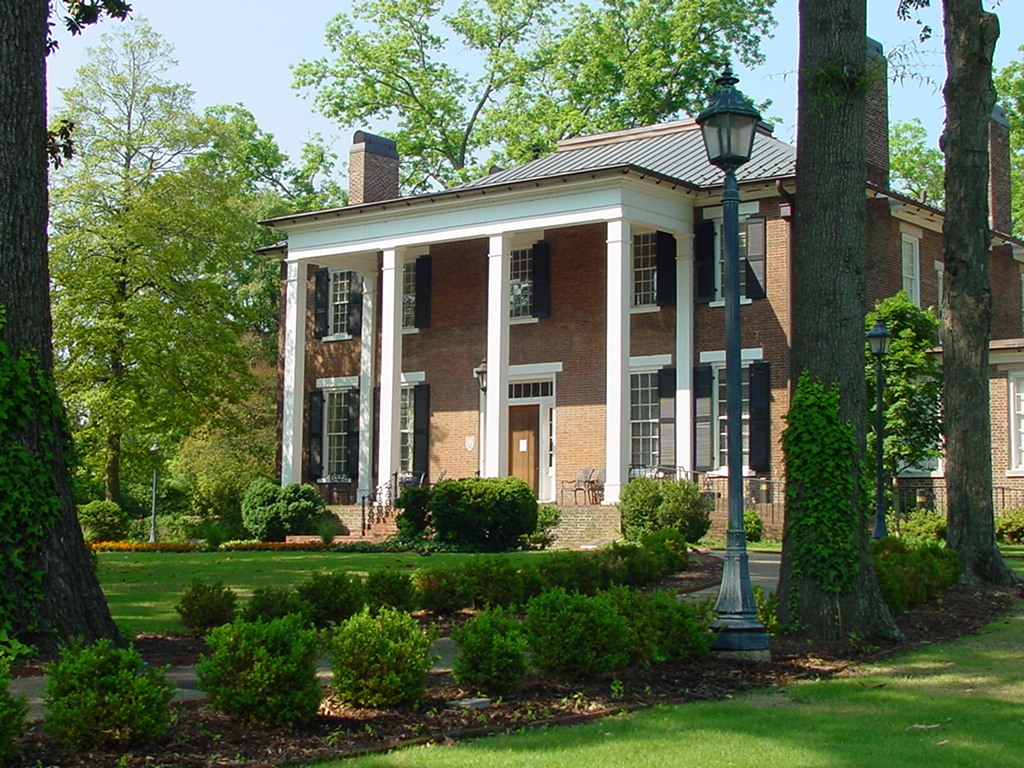
Coby Hall alberga la Oficina de Admisiones de la universidad.

Coby Hall fue donado a la universidad en 1990 por David Brubaker en memoria de su esposa, Coby Stockard Brubaker. Construida por John Simpson en el lugar de su anterior casa en 1843, Simpson House/Irvine Place, como se la conocía, fue comprada más tarde por George W. Foster, constructor de Courtview, para su hija Virginia y su marido. James B. Irvine.
La oficina de Admisiones Universitarias está ubicada en el edificio. Coby Hall figura en el Registro Nacional de Lugares Históricos.

### El Centro Universitario Guillot
El Centro Universitario Robert M. Guillot lleva el nombre del expresidente de la UNA, que ocupó el cargo de 1972 a 1989.

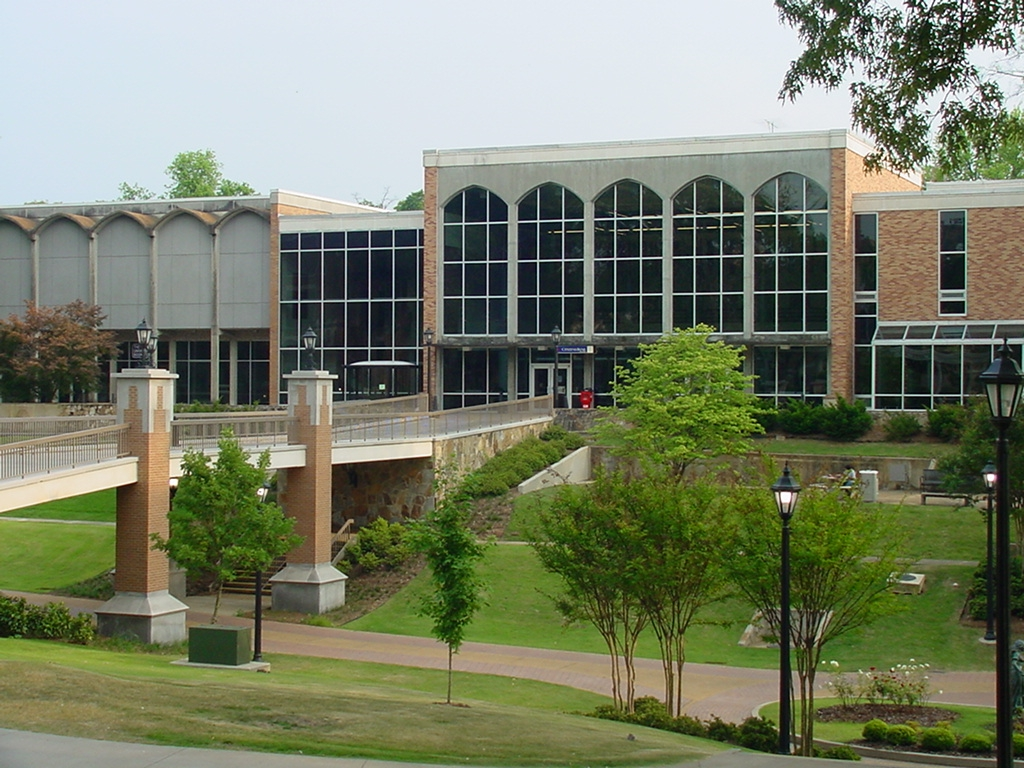
El extenso Centro Universitario Guillot, que lleva el nombre de uno de los presidentes de la UNA, constituye el centro de la vida estudiantil de la UNA.

Conocido popularmente como "GUC", alberga la oficina de correos, 256 Grill, Moe's Southwest Grill, Panda Express y Lion's Den Game Room (un centro recreativo donde los estudiantes pueden jugar videojuegos, tenis de mesa o billar). La GUC también alberga la Oficina de Participación Estudiantil, la Oficina del Vicepresidente de Asuntos Estudiantiles, Conducta Estudiantil, Título IX, Administrador de Casos Universitarios, Planificación de Carrera, Oficina de Gestión de Eventos y Operaciones del Centro Universitario, Servicios para Estudiantes Discapacitados, Restaurantes de la UNA, Servicios para Militares y Veteranos., Defensoría del Pueblo Universitario, División de Diversidad, Equidad e Inclusión, Programa PMA y Asociación de Gobierno Estudiantil. El Performance Center, ubicado en el segundo piso, alberga una variedad de eventos que incluyen conciertos y actos de comedia.

### Biblioteca Collier

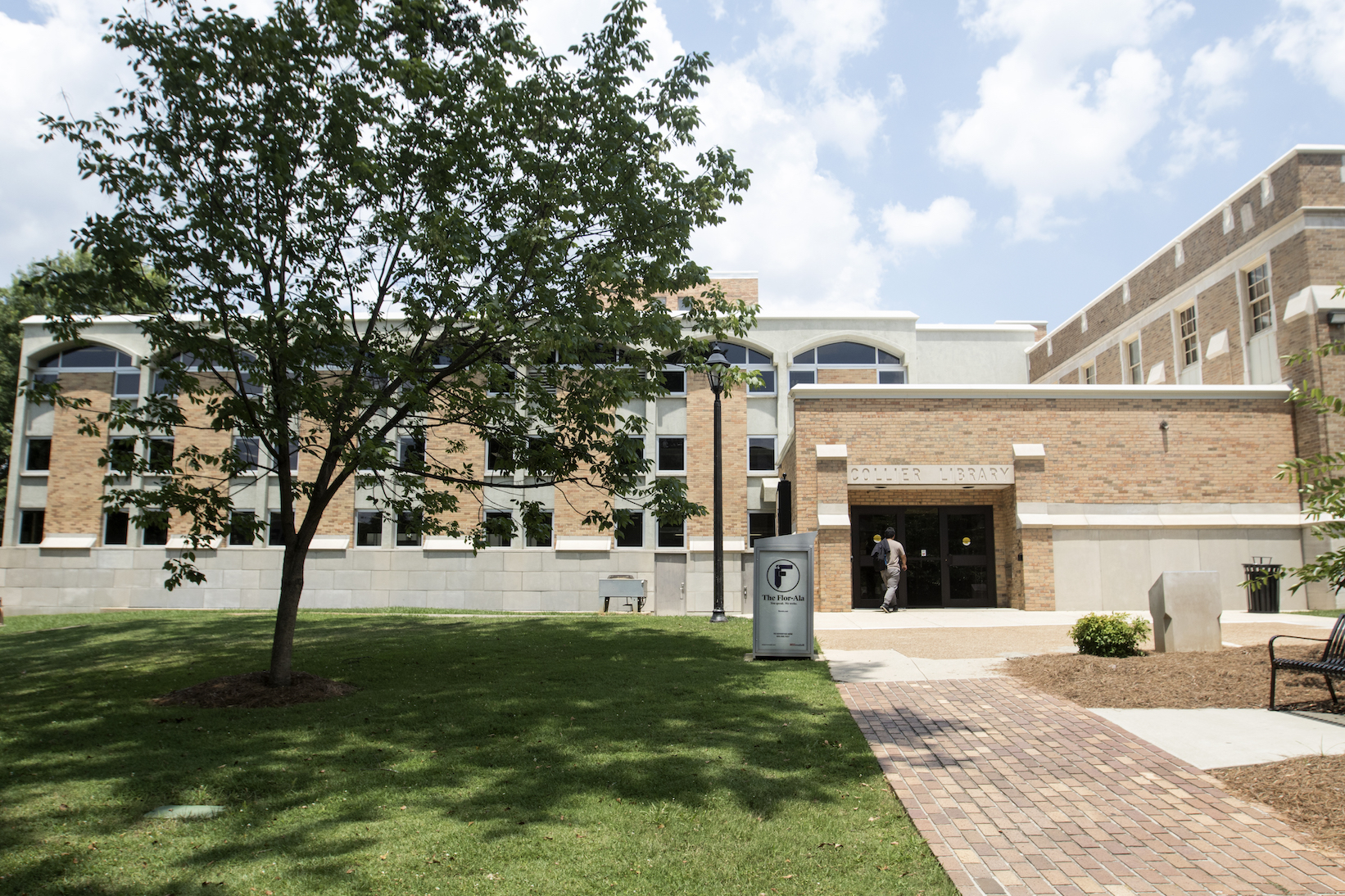
Biblioteca Collier

La biblioteca Collier lleva el nombre en memoria del Dr. CB Collier, decano del Florence State Teacher's College de 1918 a 1946. Los elementos notables de la biblioteca de 350.000 volúmenes incluyen las colecciones de varios músicos, actores y escritores, incluido WC Handy, aclamado en todo el mundo como "padre del blues". En la biblioteca se encuentra el Certificado del Premio Pulitzer y la Colección de TS Stribling, uno de los principales novelistas del Sur y alumno de la Escuela Normal de Florencia.
Las colecciones de guiones incluyen las del autor de ciencia ficción Ray Bradbury y los actores Lucas Black, Ernest Borgnine, Tom Cherones, Elinor Donahue y Noble Willingham. También se incluyen recuerdos del escritor de ciencia ficción Forrest Ackerman.
La Biblioteca Collier es la ubicación de la Colección de Cine y Televisión George Lindsey, parte de la cual se exhibe en el Auditorio Norton. En 2018, la biblioteca lanzó el Repositorio Académico de la UNA, un depósito digital de la investigación y la producción académica de los profesores y estudiantes de la UNA.

### Anfiteatro conmemorativo

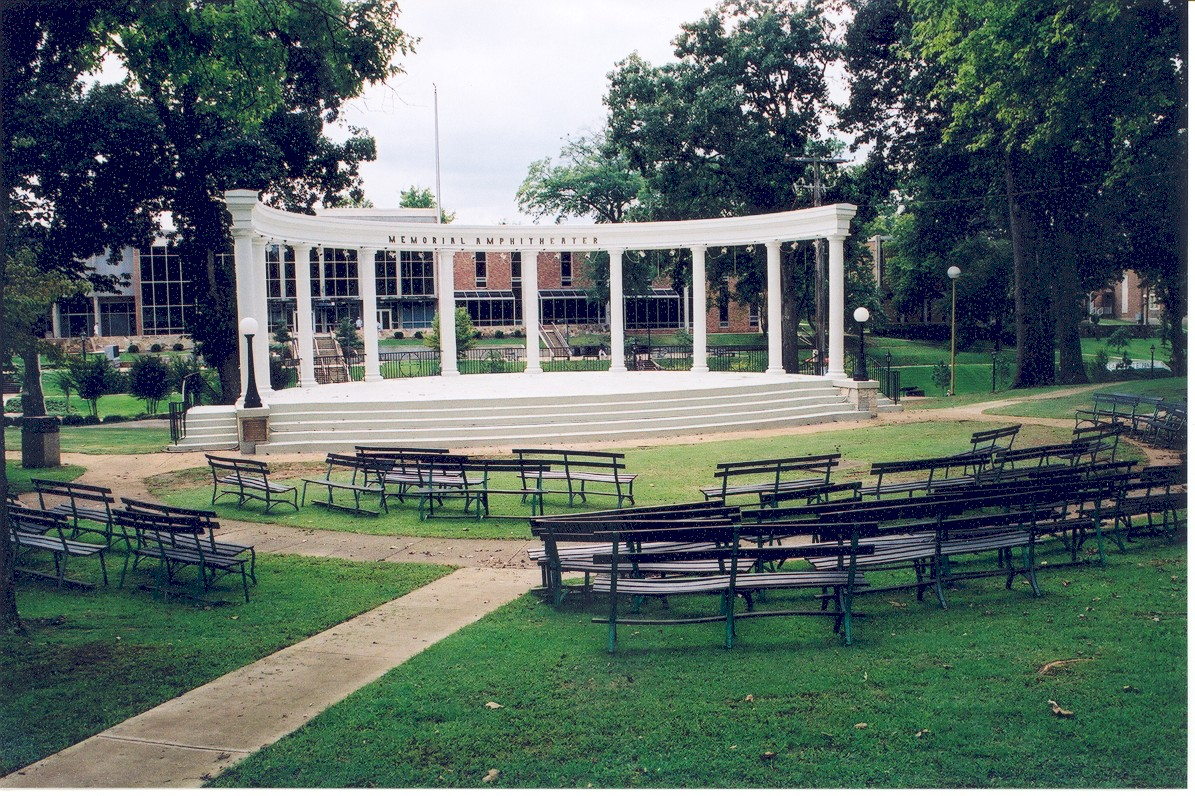
El Anfiteatro Memorial, uno de los lugares más destacados de la UNA, el punto focal de los espacios verdes de la universidad y el lugar de reuniones de motivación, conferencias y actuaciones en vivo.

El Anfiteatro Memorial, ubicado en los terrenos comunes cubiertos de hierba entre el Centro Universitario Guillot y la Biblioteca Collier, es otro de los sitios más familiares del campus de la Universidad del Norte de Alabama. Erigido en 1934 como monumento a los veteranos de la Primera Guerra Mundial, el anfiteatro se utiliza para obras de teatro, conciertos y discursos al aire libre. Al igual que el cercano Centro Guillot, es un sitio popular para socializar, descansar y estudiar entre clases.

### Reloj Opler
El Reloj Opler está ubicado en Waterloo Road entre Floyd Science Building y LaGrange Hall.

### Salón Keller

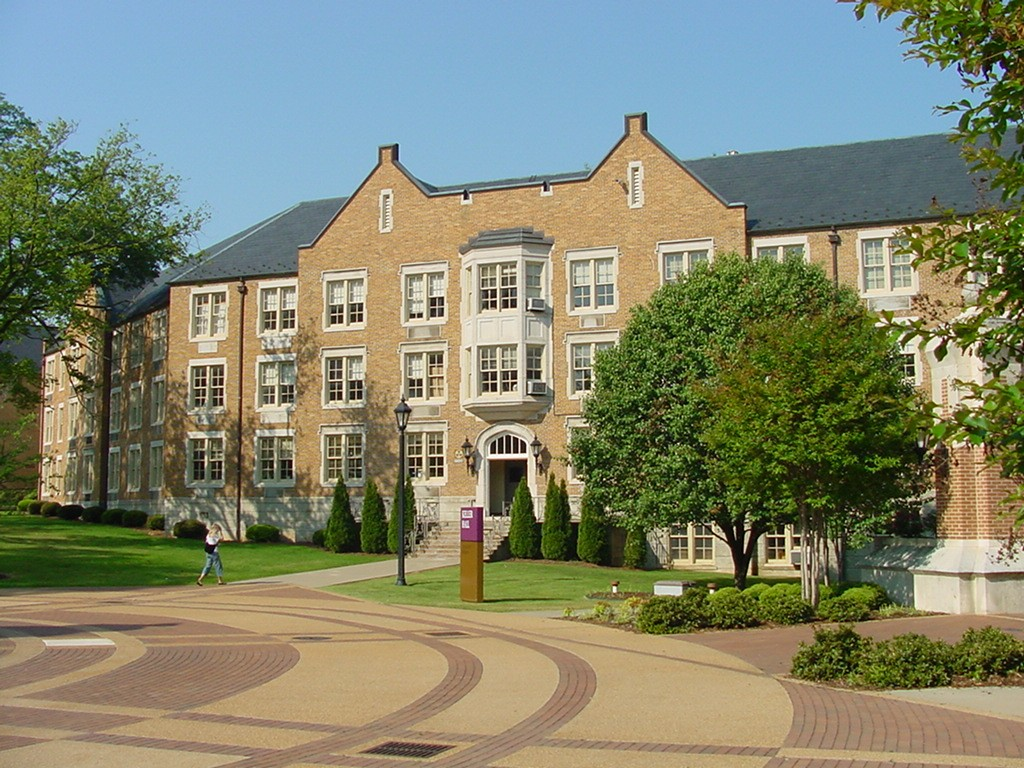
Keller Hall, construido en 1947, sirve como sede de la Facultad de Negocios y Tecnología de la universidad.

Keller Hall, originalmente un dormitorio para hombres, construido en 1947, lleva el nombre del Dr. James Albert Keller, quien se desempeñó como presidente del Florence State Teachers College de 1938 a 1948.
Keller Hall sirve como sede de la Facultad de Negocios y Tecnología de la UNA y alberga al decano, las oficinas de la facultad, los laboratorios de computación y las aulas, así como el Centro Steele para Ventas Profesionales.
Keller Hall experimentó una expansión significativa tras la dedicación del ala Raburn en 2002. Esta nueva incorporación proporciona aulas de última generación y espacio relacionado para la Facultad de Negocios y Tecnología.

### Salón Willingham

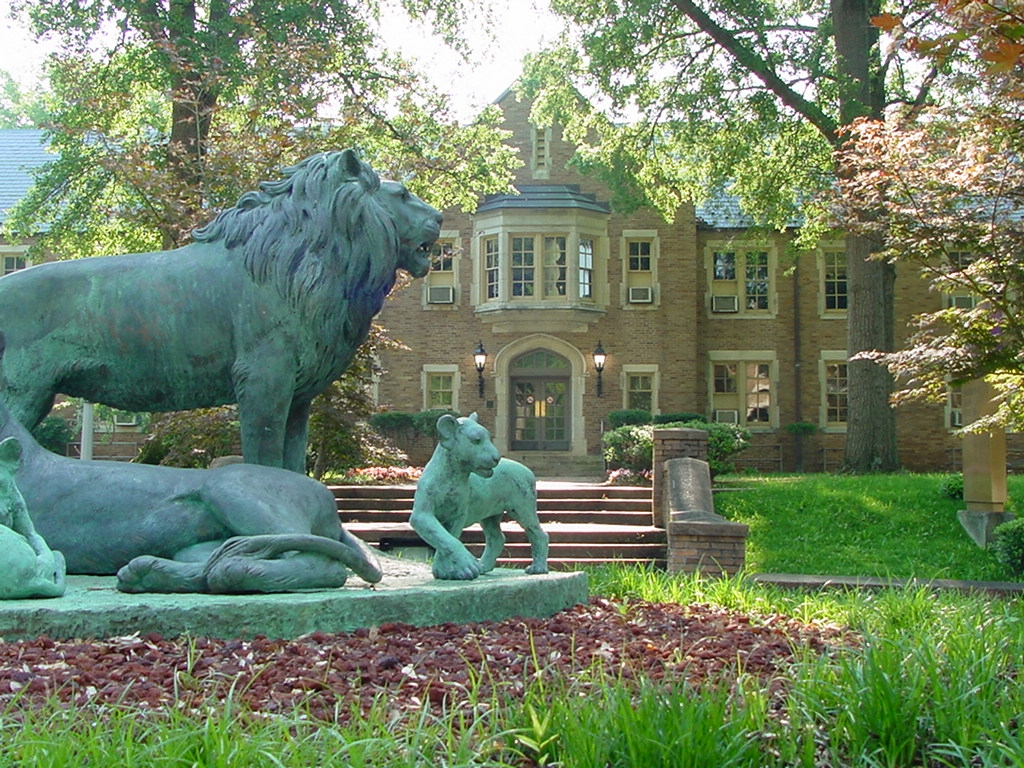
Willingham Hall es uno de varios edificios en los campus construidos por la Administración de Proyectos de Obras en la década de 1930.

Willingham Hall, originalmente un dormitorio de mujeres, que lleva el nombre del presidente Henry J. Willingham durante mucho tiempo, fue construido por la Administración de Proyectos de Obras en 1939. Willingham Hall alberga el Departamento de Inglés, el Departamento de Historia y el Departamento de Política, Justicia, Derecho y Filosofía. Se encuentra en el sitio de la antigua Academia Locust Dell, fundada por Nicholas Marcellus Hentz y conmemorada por un marcador histórico.

### La casa del presidente

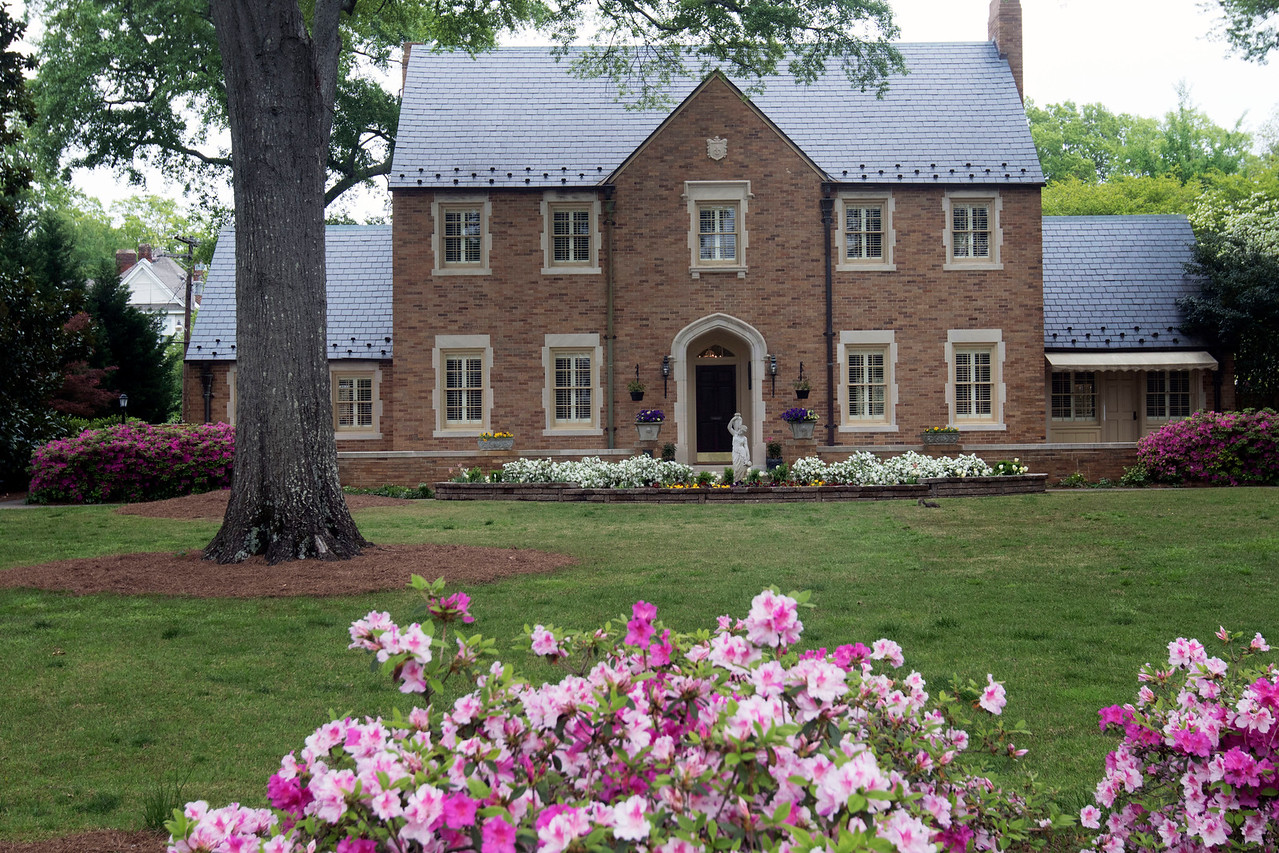
La Casa del Presidente, terminada en 1941, fue construida por la Administración de Proyectos de Obras.

La Casa del Presidente, terminada en 1941, fue construida por la Administración de Proyectos de Obras. Ocupada por el presidente y la señora Kenneth Kitts, la residencia está ubicada junto al George H. Carroll Lion Habitat, hogar de Leo III y Una, las mascotas leones vivas de la universidad. Los huéspedes que pasan la noche a menudo se despiertan con el rugido de los leones.

### Campus Este
La Universidad del Norte de Alabama abarca dos campus, tras la decisión de junio de 2006 de la junta directiva de la universidad de comprar la escuela JW Powell de las escuelas de la ciudad de Florence. El Campus Este alberga varias unidades académicas, incluida la Oficina de Estudios Continuos y Extensión y las instalaciones culinarias de última generación de Ciencias Ambientales Humanas. El programa de Artes Culinarias es el único programa culinario de cuatro años en una institución pública de educación superior en Alabama.

## Organización académica
...for the discovery, preservation, and transmission of knowledge through teaching, research, and public service.
UNA Statement of Purpose, Role and Goals

### Clasificación y acreditación
Según las Clasificaciones Carnegie de Instituciones de Educación Superior, la Universidad del Norte de Alabama se considera M1; Colegios y universidades de maestría: programas más amplios. UNA es una institución de tamaño mediano, de cuatro años, acreditada por la Comisión de Universidades de la Asociación de Colegios y Escuelas del Sur.

### Grados conferidos
Las cinco facultades de la Universidad del Norte de Alabama ofrecen programas de grado en más de 80 áreas de estudio diferentes. La UNA otorgó 1.304 títulos de pregrado y 643 títulos de posgrado en el año académico 2020-2021.
Los honores cum laude se otorgan a los graduados con un GPA de 3,5 a 3,69. Los honores Magna cum laude se confieren con un GPA de 3,70 a 3,89. Los honores Summa cum laude se confieren con un GPA de 3,9 o superior.

### Programas
La Universidad del Norte de Alabama ofrece 219 programas de licenciatura y concentraciones, 45 programas de maestría, 3 programas de especialistas en educación, 1 programa de doctorado y 4 microcredenciales. La UNA está compuesta por cinco colegios:
Universidades: 
- Anderson Facultad de Enfermería y Profesiones de la Salud
- Facultad de Artes, Ciencias e Ingeniería
- Facultad de Negocios y Tecnología
- Facultad de Educación y Ciencias Humanas
- Colegio de Honores Dolores y Weldon Cole

### Escuela Kilby
La Facultad de Educación y Ciencias Humanas supervisa la Escuela Laboratorio Kilby (centro de desarrollo infantil, desde jardín de infantes hasta sexto grado). La visión de Kilby Laboratory School es servir como un sitio para que los estudiantes universitarios participen en oportunidades significativas de enseñanza, investigación y servicios interdisciplinarios.

### Calendario académico
La universidad sigue un calendario académico estándar basado en el sistema semestral, que divide el año académico, que comienza a mediados de agosto, en dos semestres de 15 semanas (otoño y primavera) y el verano. El semestre de otoño termina en diciembre y el semestre de primavera dura desde enero hasta principios de mayo. El verano, que dura desde mediados de mayo hasta agosto, se divide en "minisemestres" de tres semanas en mayo y dos sesiones de cuatro semanas en junio y julio, respectivamente. Además, algunos programas ofrecen "minisemestres" durante el otoño y la primavera, y concluyen los cursos en 8 semanas en lugar del curso típico de 15 a 16 semanas. La UNA también estrenó un nuevo "minisemestre" de la Sesión de Invierno en 2018.

### Bibliotecas
Las bibliotecas universitarias incluyen la Biblioteca Collier (biblioteca principal), el Centro de Recursos de Aprendizaje ubicado en Stevens Hall, la Biblioteca de Música ubicada en el Edificio de Música y la Biblioteca de la Escuela Kilby. Los fondos combinados de las bibliotecas brindan a los usuarios acceso a literatura de una amplia gama de disciplinas e incluyen formatos más nuevos, como medios de transmisión por secuencias. Los materiales que no se encuentran en las bibliotecas están disponibles mediante préstamo interbibliotecario. Se pueden programar sesiones de instrucción en la biblioteca diseñadas para satisfacer las necesidades de clases individuales a través de la biblioteca. Los temas comunes incluyen libros y artículos sobre ubicación, búsquedas en Internet y fuentes de información de evaluación.

### Énfasis internacional

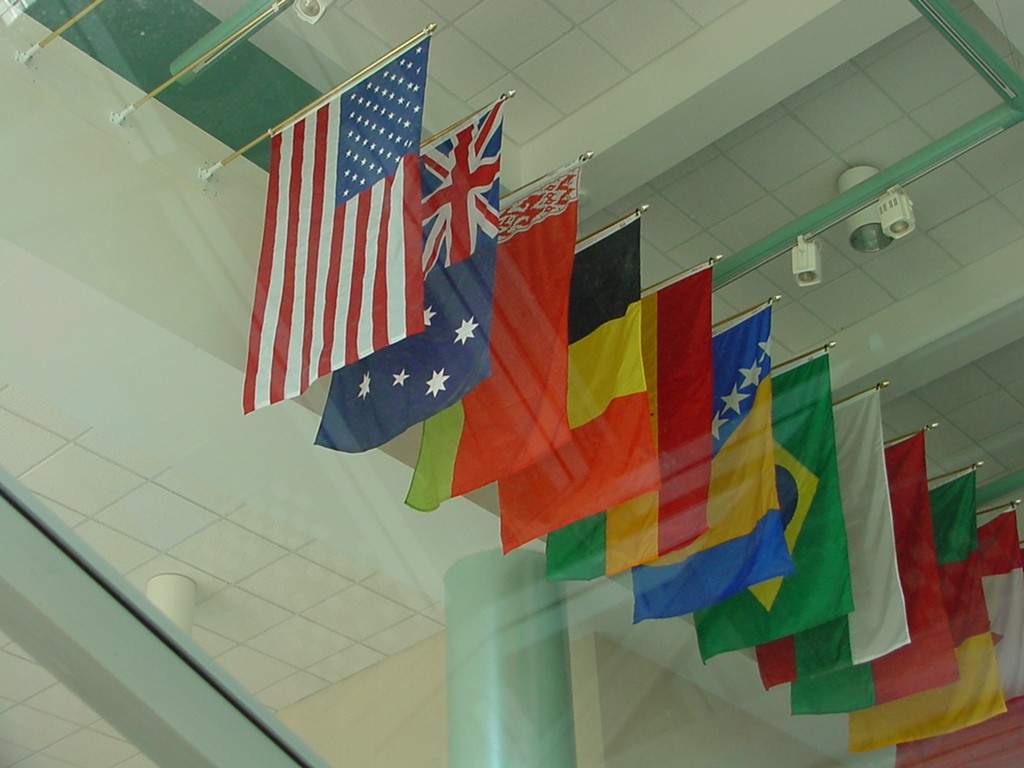
El Patio de Banderas, ubicado en el atrio del Centro Universitario Guillot, simboliza el cuerpo estudiantil altamente diverso de la UNA.

Según la décima edición de American Universities and Colleges, publicada en 1968 por el American Council on Education, la Universidad del Norte de Alabama, entonces conocida como Florence State College, tenía sólo tres estudiantes internacionales matriculados durante el año académico 1966-1967: dos estudiantes universitarios. estudiantes y un estudiante de posgrado, todos de Medio Oriente. Sin embargo, durante la administración de Robert Potts, la UNA emprendió un esfuerzo concertado para diversificar su alumnado mediante la contratación de personas de todo el mundo. En 2004, la matrícula internacional había aumentado a casi 300 estudiantes en representación de 35 países.
Hoy en día, la UNA tiene la tercera matrícula de estudiantes internacionales más alta de cualquier institución en su categoría según America's Best Colleges US News & World Report. Aproximadamente el 4 por ciento del alumnado de la UNA es internacional. La Organización Global de Leones se ha convertido en una de las organizaciones estudiantiles más grandes e influyentes del campus. Un enfoque importante de GLO es organizar actividades en el campus y la comunidad para integrar más estrechamente a los estudiantes internacionales con otros estudiantes de la UNA y también con la comunidad circundante de Shoals.

## Cuerpo de estudiantes
La siguiente tabla muestra el desglose étnico y de género de los estudiantes del otoño de 2021 para la Universidad del Norte de Alabama.
|                      | Am Ind/Alaskan Nat | Asian | Black/African Am | Hispanic | Multi | Hawaiian/Other | Non-Res Alien | Not Reported | White | Total |
| -------------------- | ------------------ | ----- | ---------------- | -------- | ----- | -------------- | ------------- | ------------ | ----- | ----- |
| Undergraduate Female | 22                 | 127   | 384              | 158      | 164   | 4              | 108           | 86           | 2,907 | 3,960 |
| Undergraduate Male   | 14                 | 107   | 264              | 99       | 74    | -              | 150           | 88           | 1,546 | 2,342 |
| Undergraduate Total  | 36                 | 234   | 648              | 257      | 238   | 4              | 258           | 174          | 4,453 | 6,302 |
| Graduate Female      | 8                  | 59    | 267              | 58       | 46    | 1              | 57            | 24           | 1,117 | 1,637 |
| Graduate Male        | 3                  | 82    | 115              | 31       | 18    | -              | 40            | 14           | 590   | 893   |
| Graduate Total       | 11                 | 141   | 382              | 89       | 64    | 1              | 97            | 38           | 1,707 | 2,530 |
| Total Female         | 30                 | 186   | 651              | 216      | 210   | 5              | 165           | 110          | 4,024 | 5,597 |
| Total Male           | 17                 | 189   | 379              | 130      | 92    | -              | 190           | 102          | 2,136 | 3,235 |
| Total Headcount      | 47                 | 375   | 1,030            | 346      | 302   | 5              | 355           | 212          | 6,160 | 8,832 |
| % of Total           | 0.5%               | 4.2%  | 11.7%            | 3.9%     | 3.4%  | 0.1%           | 4.0%          | 2.4%         | 69.7% | 100%  |

Los estudiantes universitarios de cuatro años a tiempo completo representan una gran cantidad de la matrícula universitaria total. En el otoño de 2021, el 72 % de todos los estudiantes se consideraban de tiempo completo y el 28 % de tiempo parcial. La inscripción total para el semestre de otoño de 2021 fue de 8,832. La inscripción total para el semestre de otoño de 2020 fue de 8,361. Con respecto a la fuente de estudiantes, el 70,5% de los estudiantes procedían del estado de Alabama, el 21,0% eran de áreas fuera del estado y el 8,5% se consideraban estudiantes internacionales en el otoño de 2021.

## Medios de comunicación
- El Diorama, anuario dirigido por estudiantes de la UNA.
- El Flor-Ala, que lleva el nombre de Florence, Alabama, ha funcionado como periódico escolar desde 1931. Publicado en 29 números cada año, el periódico está dirigido por estudiantes de la UNA que trabajan en todas las facetas de la recopilación, redacción y producción de noticias. El Flor-Ala es miembro de Associated Collegiate Press.
- Lights & Shadows, que se publica una vez al año, es la revista literaria y de arte de la universidad y se inició como una publicación del Florence State Teachers College English Club en 1956.
- Revista UNA, la revista de exalumnos de la UNA, se publica dos veces al año.[36]

La UNA operó un programa atlético universitario en la Conferencia Sur del Golfo de la División II de la NCAA durante casi cincuenta años como miembro fundador de la conferencia. Los equipos de fútbol americano, baloncesto masculino, voleibol femenino y sóftbol de los North Alabama Lions han ganado campeonatos nacionales.
La UNA opera a 14 equipos universitarios, que han acumulado más de 40 campeonatos de conferencias, docenas de clasificaciones nacionales número uno y siete títulos nacionales. También posee el programa de mascotas de disfraces más antiguo del estado de Alabama.
A partir del 1 de julio de 2018, la UNA inició su transición a la División I como miembro de la Conferencia ASUN en 2018. Debido a que ASUN no patrocinaba el fútbol en ese momento, el equipo de fútbol se independizó en el segundo nivel de fútbol DI, la Subdivisión del Campeonato de Fútbol, al mismo tiempo. Al año siguiente, la UNA se convirtió en miembro exclusivo de fútbol de la FCS Big South Conference.   Los Lions permanecieron en el fútbol de Big South durante la temporada 2020-21, después de lo cual ASUN firmó una alianza exclusiva de fútbol con la Western Athletic Conference, que restableció el fútbol a nivel FCS en el otoño de 2021. Los Lions ahora juegan al fútbol en el sucesor de la alianza ASUN-WAC, la United Athletic Conference exclusiva de fútbol.

## Vida griega

O'Neal Hall, alrededor de 1978. Un antiguo dormitorio, la "Casa de Ladrillos", como se conocía comúnmente a O'Neal, albergaba a la embrionaria comunidad griega de la UNA. Las letras griegas son claramente visibles debajo de las ventanas. Con el tiempo, la mayoría de las fraternidades consiguieron alojamiento fuera del campus. Las hermandades de mujeres permanecieron hasta que el edificio fue demolido en la década de 1980 para dejar espacio para el Centro Universitario Guillot.

La embrionaria comunidad griega de la universidad se alojó inicialmente en O'Neal Hall, que fue demolido en la década de 1980 para dejar espacio para la construcción del Centro Universitario Guillot.

### Fraternidades

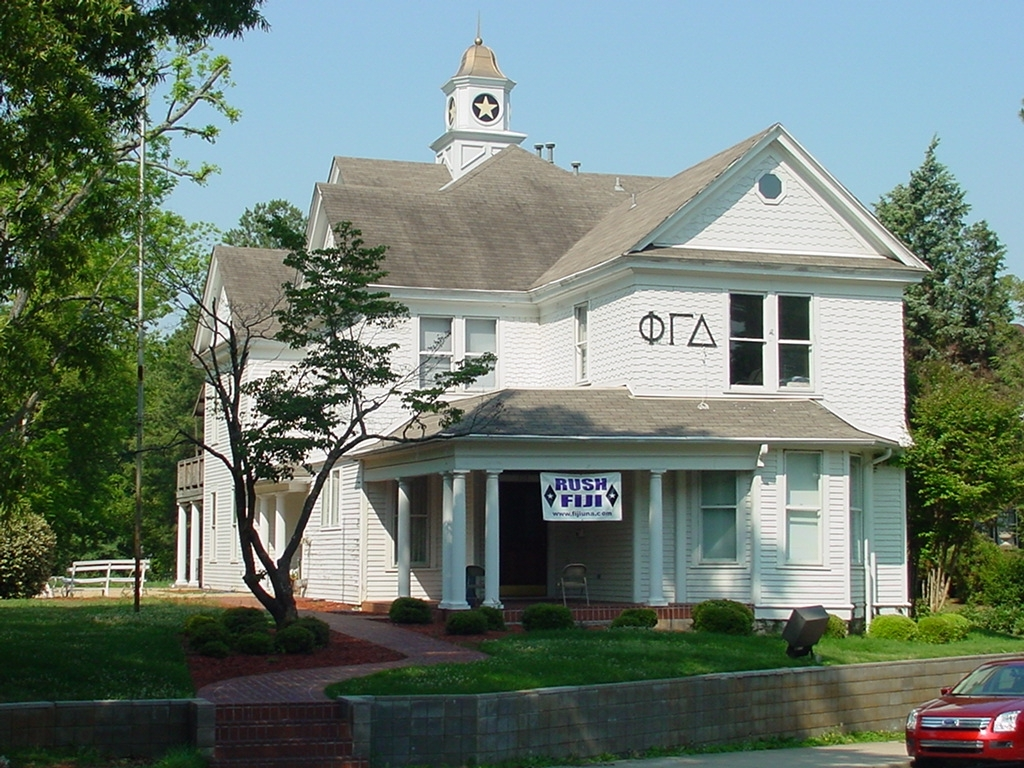
La Casa Phi Gamma Delta, que ha funcionado como casa de fraternidad por más tiempo que cualquier otra casa en el campus de la UNA.

Robert Guillot, presidente de 1972 a 1989, podría describirse con precisión como el padre de la vida griega de la UNA. Eligió siete fraternidades nacionales para colonizar la UNA, estipulando que todas las colonias capítulo debían recibir estatutos antes del 1 de noviembre de 1974. El fracaso significó la disolución y el reemplazo por nuevos grupos, que, a su vez, podrían solicitar la afiliación de las mismas fraternidades nacionales u otras seleccionadas.
La amenaza aparentemente funcionó. Los capítulos de fraternidad autorizados (Alpha Tau Omega, Delta Chi, Kappa Sigma, Phi Gamma Delta, Pi Kappa Alpha, Lambda Chi Alpha (cerrado en 1981) y Sigma Chi ) comenzaron a adquirir alojamientos fuera del campus que con el tiempo fueron mejorados o reemplazados por casas de fraternidad. El capítulo Lambda-Omicron de Kappa Sigma fue el primer capítulo en adquirir un albergue fuera del campus, el sitio de la actual librería fuera del campus.
El capítulo Lambda-Omicron de Kappa Sigma fue la primera fraternidad en construir una casa en la fila de fraternidades de la UNA, que se inauguró el 4 de abril de 1984.
El Capítulo Eta Rho de Sigma Chi en la Universidad del Norte de Alabama sirvió como la primera colonia oficial de las fraternidades internacionales. Eta Rho es la colonia Alfa de Sigma Chi
En la primavera de 2017, se estableció en la UNA el Capítulo Alfa de Lambda Sigma Phi. Alpha Chapter fue el primer capítulo de expansión de Lambda Sigma Phi, que se estableció en la Universidad de Alabama. Lambda Sigma Phi (comúnmente conocida como Lambda Sig) es miembro del Consejo Interfraternidad y es la única fraternidad cristiana en la UNA.

### Hermandades de mujeres

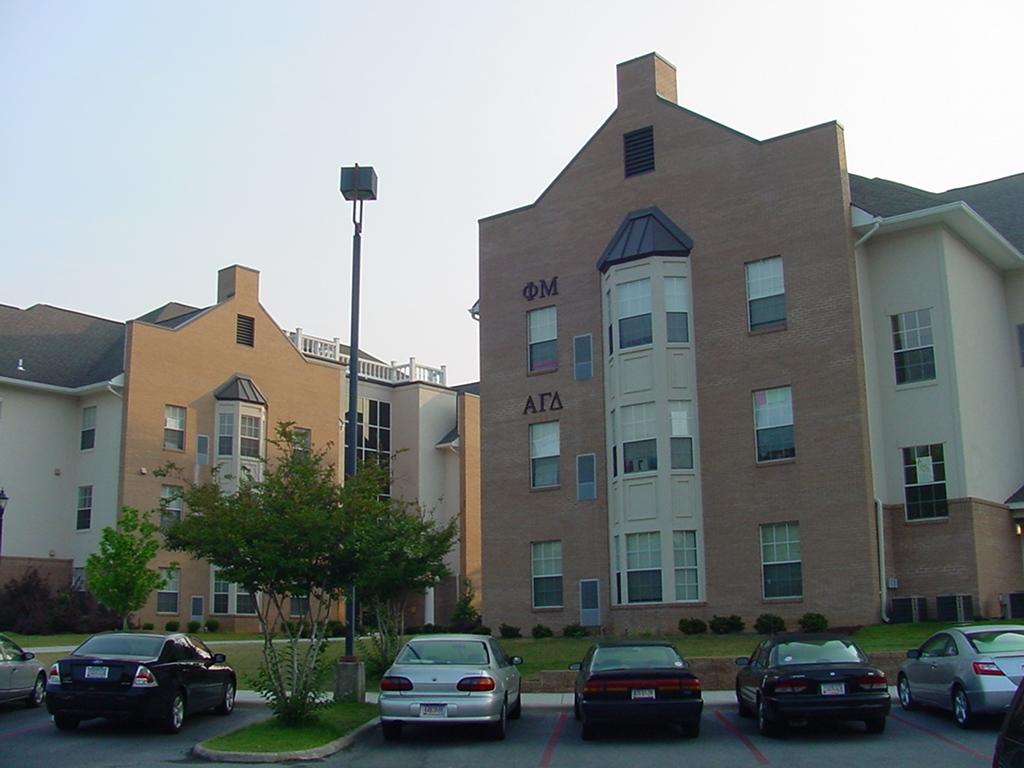
La Residencia Panhelénica de la UNA está ubicada en Appleby East y West Halls.

Se siguió una estrategia similar con el reclutamiento de la hermandad. Al igual que con las fraternidades, se extendieron invitaciones a hermandades nacionales con la mayor presencia de exalumnos en el área de Florencia: Alpha Delta Pi, Alpha Gamma Delta, Alpha Omicron Pi (ya no está en el campus), Phi Mu y Zeta Tau Alpha.
Se animó a las mujeres jóvenes interesadas en unirse al emergente sistema griego a inscribirse para el reclutamiento y posteriormente se dividieron en varios grupos para visitar las salas del campus asignadas a los reclutadores de hermandades. En aras de la justicia, sólo cuatro exalumnas podían estar presentes en cada una de estas salas mientras se realizaba el reclutamiento.
La Hermandad Cristiana Alpha Delta Chi en la UNA fue fundada en 2006. El grupo funciona como una organización estudiantil fuera del sistema griego.

### El sistema griego
La decisión del presidente Guillot de organizar un sistema griego de la UNA fue recibida con una fuerte oposición por parte de algunos sectores de la administración. Los intentos anteriores de establecer una comunidad griega habían encontrado resistencia durante años.
Sin embargo, después de más de dos generaciones, la vida de UNA Greek está viva y coleando, a pesar de que las fraternidades y hermandades combinadas representan poco menos del 10 por ciento de la población estudiantil de pregrado. A pesar de estas cifras comparativamente pequeñas, los griegos históricamente han ejercido una gran influencia en prácticamente todas las facetas de la vida estudiantil en la UNA.

### Consejo Interfraternidad

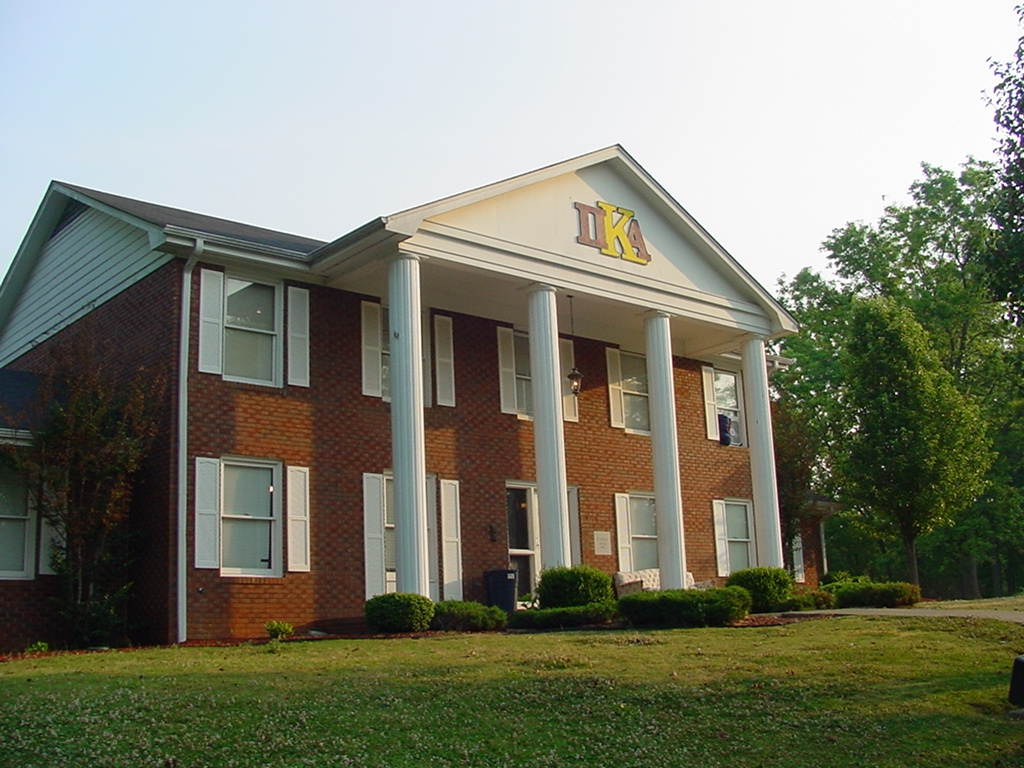
La Casa Pi Kappa Alpha, construida en 1985, ocupa un lugar destacado en Fraternity Row de la UNA.

- Alpha Tau Omega, fundada en enero de 1974
- Delta Chi, fundada en septiembre de 2006
- Kappa Sigma, fundada el 4 de mayo de 1974
- Lambda Sigma Phi, fundada el 23 de abril de 2017
- Phi Gamma Delta, fundada el 23 de marzo de 1974
- Pi Kappa Alpha, fundada el 3 de marzo de 1974
- Sigma Alpha Epsilon, fundada el 24 de febrero de 1989
- Sigma Chi, fundada el 20 de abril de 1974

### Consejo Panhelénico Colegiado
- Alpha Delta Pi, fundada el 17 de febrero de 1973
- Alfa Gamma Delta, fundada en 1975
- Phi Mu, fundada el 2 de marzo de 1973
- Zeta Tau Alpha, fundada el 3 de marzo de 1973

### Consejo Nacional Panhelénico
- Alpha Phi Alpha, capítulo local fundado el 17 de enero de 1975
- Kappa Alpha Psi, capítulo local fundado el 10 de octubre de 1976
- Phi Beta Sigma, capítulo local fundado el 4 de diciembre de 2010 (inicialmente colonizado el 2 de diciembre de 1998)
- Alpha Kappa Alpha, capítulo local fundado el 7 de diciembre de 1980
- Delta Sigma Theta, capítulo local fundado el 12 de abril de 1980
- Zeta Phi Beta,[43] capítulo local fundado el 22 de noviembre de 2003

## Vida de estudiante

### Colores escolares
El morado y el dorado son los colores escolares de la Universidad del Norte de Alabama. Si bien son una vista omnipresente en el campus y especialmente en los eventos deportivos de la UNA, nadie ha determinado nunca quién o qué inspiró su adopción. Poco en los archivos escolares da cuenta del origen de estos colores, según Cecil Nabors, archivero y profesor asociado de la UNA. Lo único que es seguro es que el anuario de 1912, publicado el mismo año de la inauguración del equipo de fútbol, se llamó "Púrpura y Dorado".

### Canción de lucha de la UNA
La "UNA Fight Song" es la canción de lucha de la Universidad del Norte de Alabama y es interpretada por Marching Pride of North Alabama. La canción está basada en una de las tres canciones llamadas "Three School Songs", que se publicó en la década de 1960. La letra fue elegida por los miembros de la banda a finales de los años 1970.

### "Orgullo del León" y "Roca del Orgullo"
"Lion Pride" es un término utilizado frecuentemente por miembros de la comunidad UNA para describir el compromiso con las tradiciones y actividades escolares reflejadas entre estudiantes, exalumnos y amigos de la universidad.
Quizás en ningún otro lugar se expresa con más fuerza este nivel de compromiso que en la tradición de Pride Rock de la universidad, que comenzó en 1994. Pride Rock es una piedra de granito grabada de 69 libras que lleva la huella real de Leo II, la segunda mascota león viva de la UNA. Ubicado justo detrás de la zona de anotación norte de todos los juegos en casa de la UNA, los jugadores tocan Pride Rock cuando pasan de camino al campo. Pride Rock sirve no sólo como una herramienta de motivación para los jugadores sino también como una expresión tangible del profundo orgullo, comunidad y tradición asociados con la Universidad del Norte de Alabama y particularmente con su programa atlético.

### Las mascotas de la UNA

#### Leos I y II
El 22 de julio de 1974, el expresidente de la UNA, Dr. Robert M. Guillot, trajo un cachorro de león de 35 libras al campus y Leo pasó los siguientes 14 años "rugiendo" a la escuela hacia la victoria. El Leo original murió el 20 de enero de 1988, y un gran apoyo de la comunidad de Shoals resultó en que Leo II fuera llevado a la UNA en julio de 1988. Leo II vivió en el complejo que una vez albergó al Leo original y alcanzó un peso de más de 600 libras a los once años de edad. En 1997, Leo II fue seleccionado como la "Segunda mejor mascota" del país por Sports Illustrated. Murió en febrero de 2000.

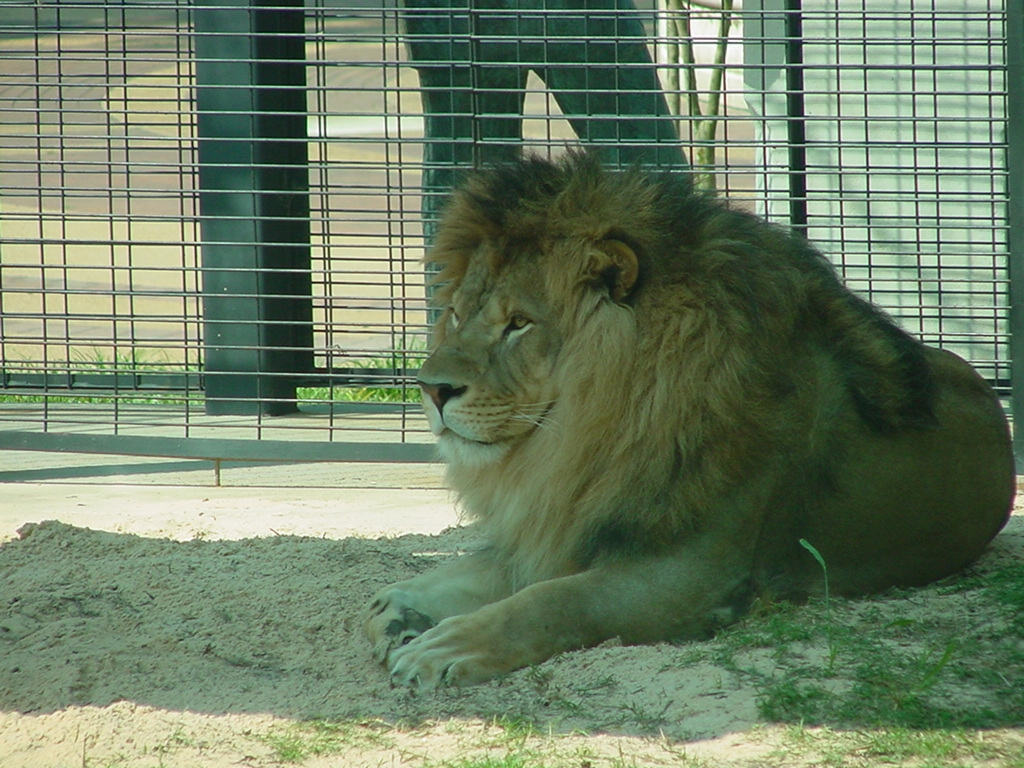
Leo III durante una excursión a media mañana en George H. Carroll Lion Habitat

La UNA tiene la única mascota león viva del país que vive en el campus. León III, nacido el 18 de noviembre de 2002, reside en el campus de 12 764 pies cuadrados (1186 m²)   Hábitat del león George H. Carroll. León III había vivido en el campus con su hermana, Una, quien falleció el 30 de junio de 2020, a la edad de 17 años, tras una breve enfermedad. Las otras mascotas de la UNA, estudiantes que se visten disfraces de leones (un hombre y una mujer) para animar a los leones y entretener a la multitud, también representan a la escuela en los juegos atléticos y otras funciones universitarias. Cada año se realizan pruebas y la identidad de los estudiantes se mantiene en secreto durante el mayor tiempo posible.

#### Mascotas tradicionales
El primer uso del personaje mascota de UNA (también llamado Leo) se encuentra en un artículo de la edición de enero de 1949 del Flor-Ala, que lo describe como una "caricatura" que se utilizará en la edición del Diorama de ese año. Se desconoce la fecha exacta del debut de Leo como mascota disfrazada, sin embargo, la primera mención registrada proviene de otro artículo del Flor-Ala del 6 de noviembre de 1961, retratado en ese momento por Claude Hunt, quien inició esfuerzos para comenzar un programa de disfraces de mascotas en la universidad.

### Concurso de becas Miss UNA
El concurso de becas Miss UNA es un preliminar oficial para el concurso Miss Alabama/Miss América. El certamen de Becas Miss UNA ha sido una tradición de la UNA durante más de 31 años. El concurso brinda una oportunidad para que las jóvenes de la universidad compitan en las siguientes categorías por becas y premios. En 2007, los concursantes recibieron más de 12.000 dólares en becas y premios. Se anima y asesora a cada joven para que desarrolle habilidades que enriquecerán su vida personal y profesional más allá de su experiencia universitaria. Miss University of North Alabama pasa su año al servicio de la universidad y de la comunidad del área de Shoals. Promueve la plataforma de su elección, hace apariciones oficiales como representante de la universidad y representa a la universidad en el concurso de becas Miss Alabama.

### Spirit Hill Tailgating y Lion Walk

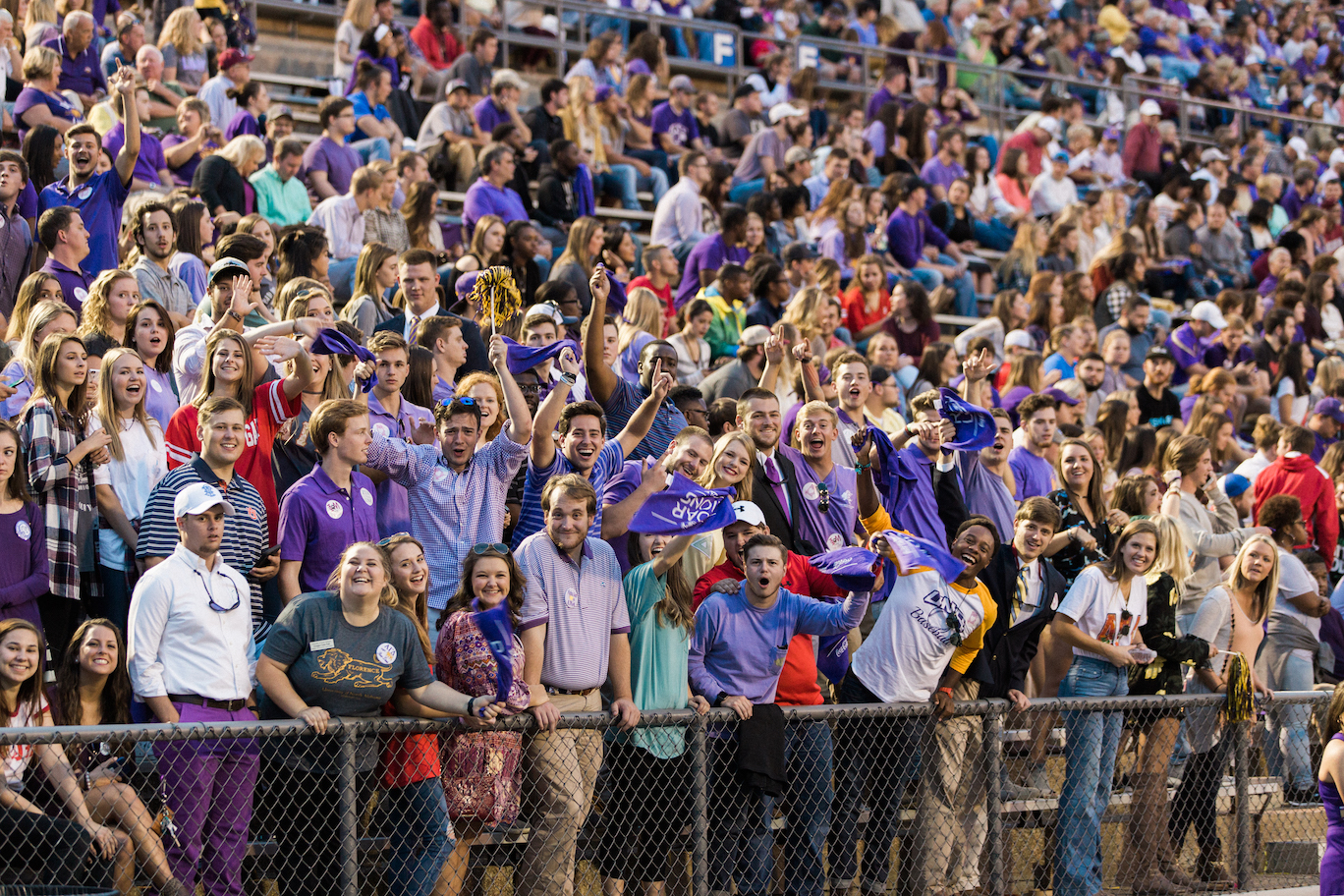
Aficionados animando en el Estadio Municipal de Braly

En los últimos años, hacer cola antes del juego en Spirit Hill, un área contigua al Estadio Municipal de Braly, se ha convertido en una importante tradición de la UNA, gracias en gran parte a los esfuerzos del exdirector atlético Joel Erdmann. Erdmann reclutó a la comunidad griega de la UNA, organizaciones estudiantiles en general y exalumnos para expandir esta tradición, que había faltado.
Junto con el ex entrenador de fútbol de la UNA, Mark Hudspeth, Erdmann también jugó un papel decisivo en el desarrollo de la muy popular Lion Walk, un desfile previo al juego por Royal Avenue (al lado de Spirit Hill) que incluye atletas Lion, porristas y Marching Pride of North Alabama. El desfile se lleva a cabo antes de cada partido en casa de la UNA.

### Marcha del Orgullo del Norte de Alabama de la UNA
La Marching Pride of North Alabama se fundó en 1949. Desde entonces, la Banda de Marcha ha representado a la universidad en muchos eventos diferentes, incluida una actuación para el presidente Jimmy Carter durante su histórica visita de 1980 a la vecina Tuscumbia.
La banda también apareció en la premiada película Blue Sky, protagonizada por Jessica Lange, Tommy Lee Jones y Powers Boothe. The Marching Band también grabó un CD con el famoso músico y productor Jimmy Johnson.
Con más de 210 miembros, el grupo es la organización más grande del campus y contribuye de manera importante al espíritu escolar, especialmente en eventos deportivos. La UNA Marching Band se presenta en todos los partidos de fútbol locales, desfiles locales y viaja por el estado actuando en exhibiciones en competencias de escuelas secundarias. Son conocidos por su precisión en la marcha y el diseño de ejercicios, mientras entretienen con estándares de jazz fuertemente interpretados.

### Step Sing
En la primavera, Step Sing es un evento muy concurrido en el Norton Auditorium, patrocinado por el University Program Council, que presenta presentaciones de números de producción de comedias musicales por parte de organizaciones del campus. El dinero recaudado con la venta de boletos apoya al United Way local.

## Galería UNA

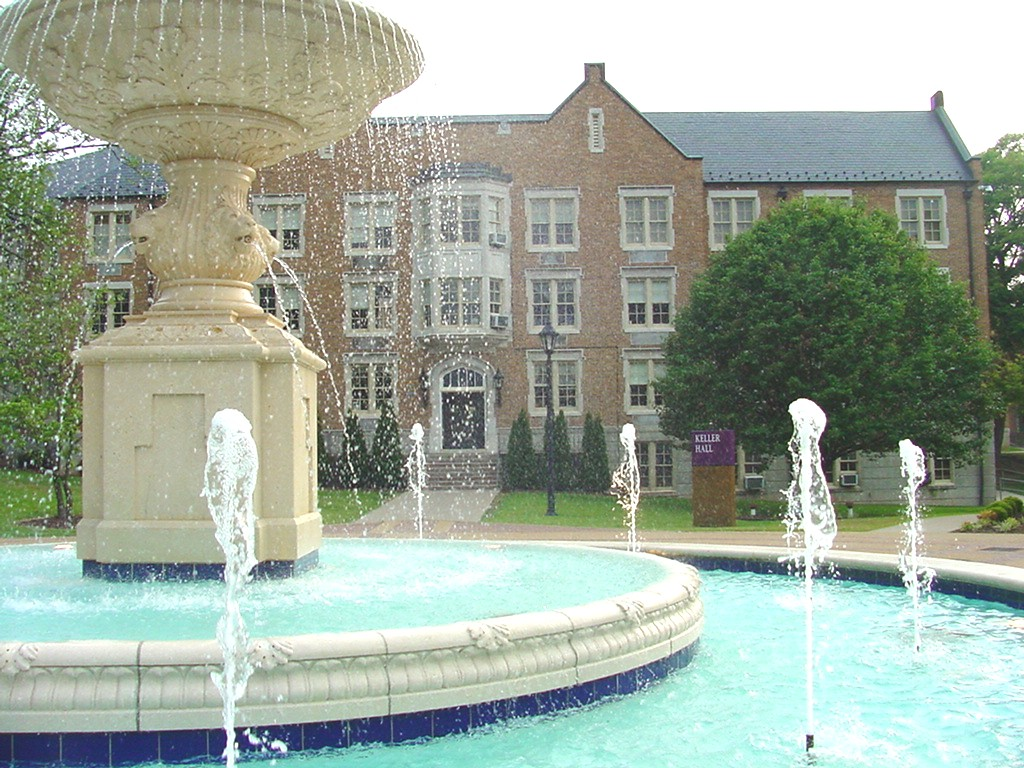
Salón Keller
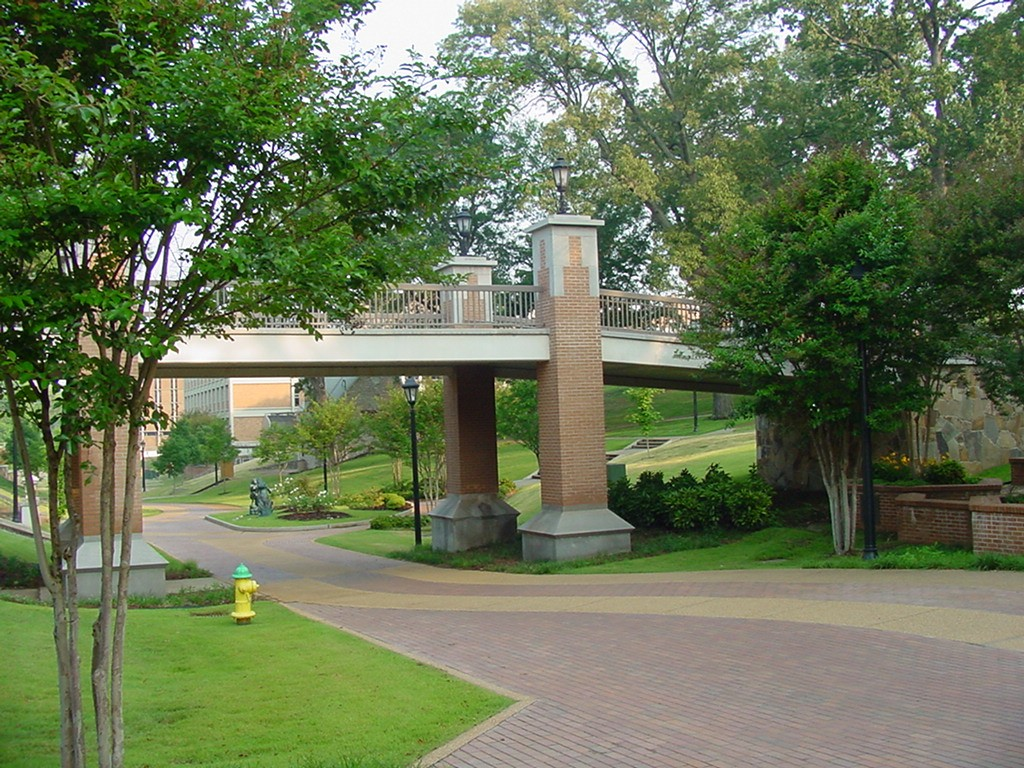
Pasarela, orientada hacia el Centro Guillot
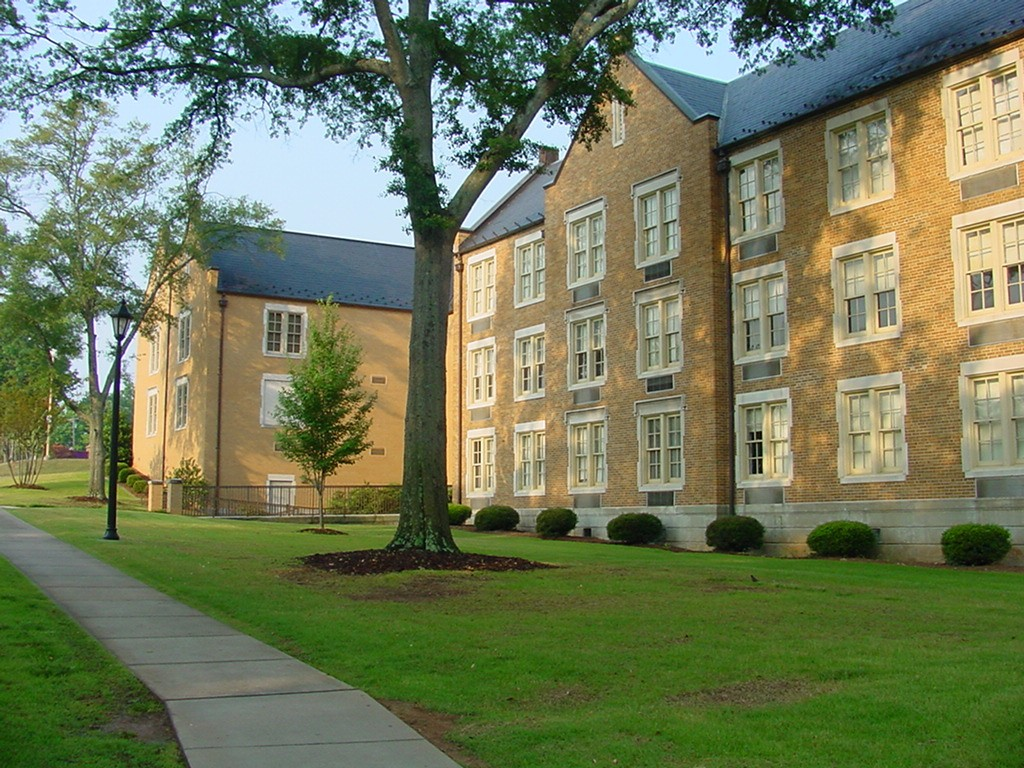
Salón Keller
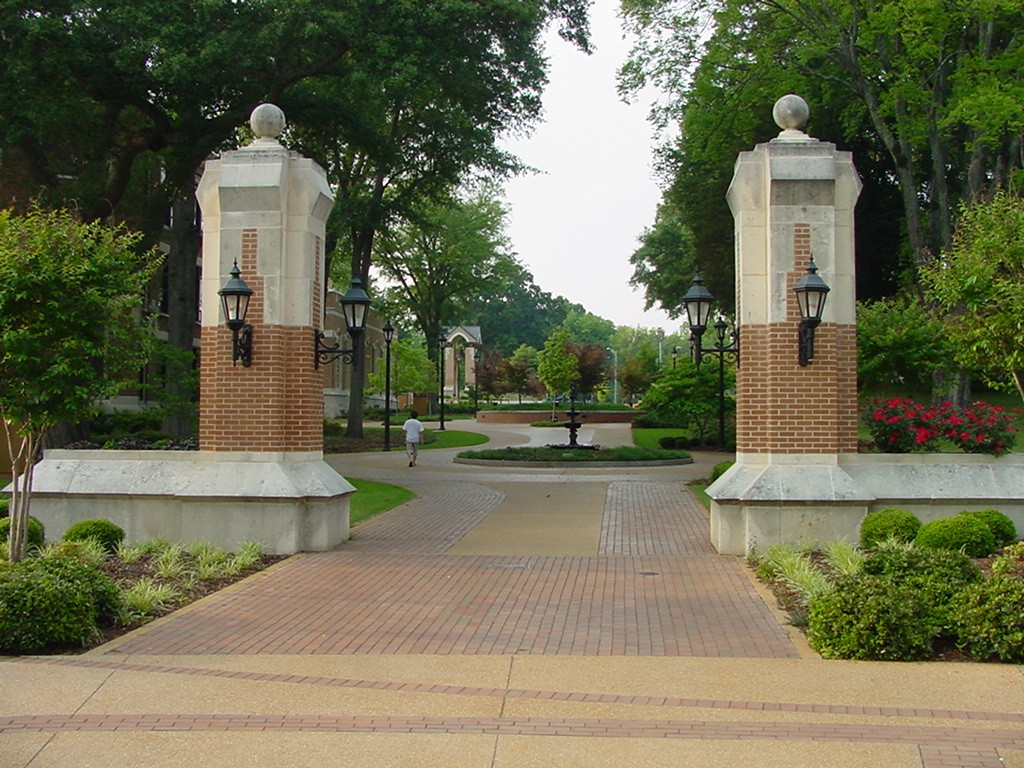
Pasarela, mirando hacia Wesleyan Hall
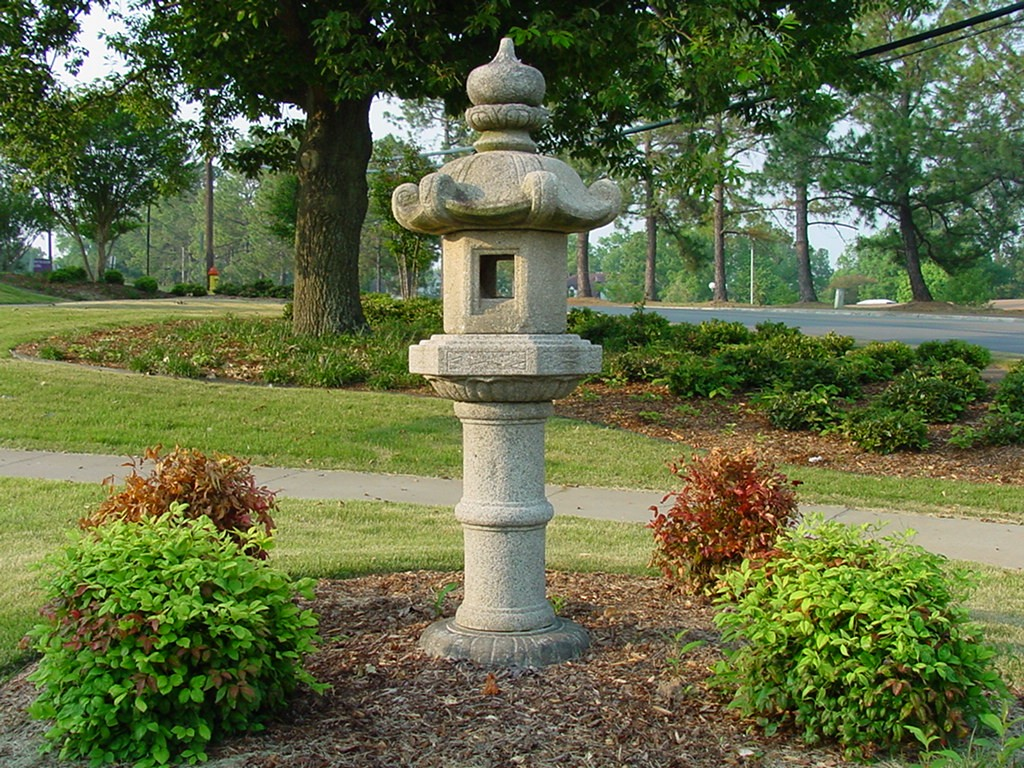
Linterna japonesa del siglo XVIII.
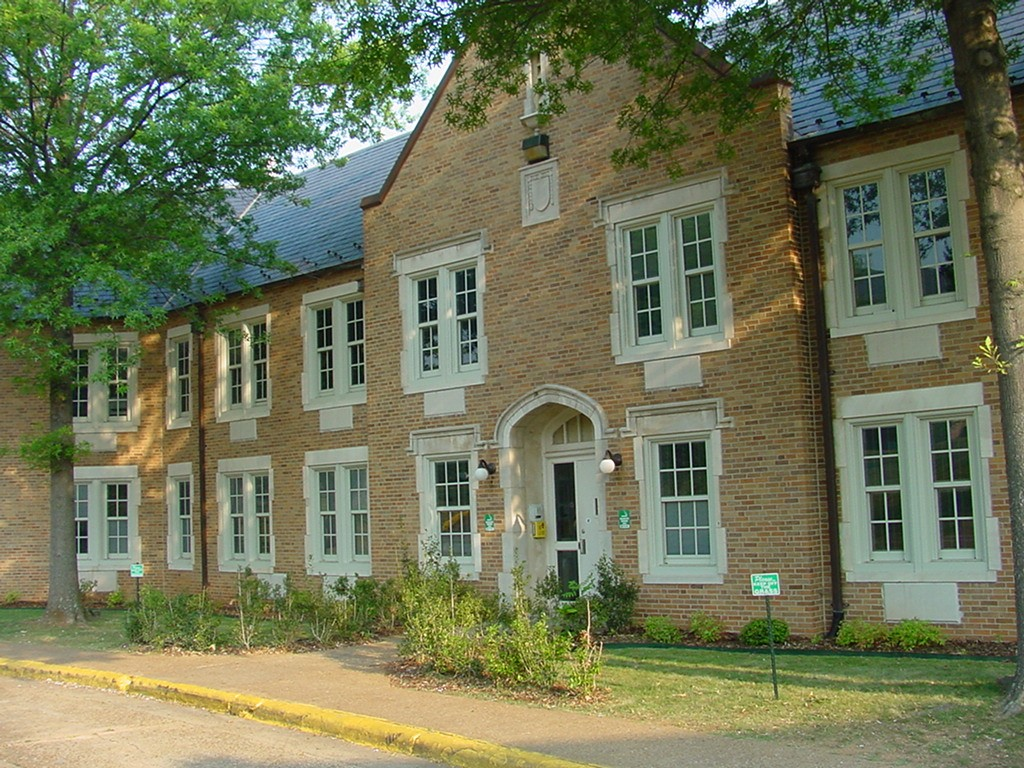
salón de poderes

## Gente notable
Los exalumnos y otros exalumnos de la Universidad del Norte de Alabama incluyen líderes empresariales; varios gobernadores, congresistas y otros líderes gubernamentales y militares; atletas profesionales; artistas y animadores.